# Fitz-James
Pour les articles homonymes, voir Fitz-James (homonymie).
Fitz-James est une commune française située dans le département de l'Oise, en région Hauts-de-France.
Elle s'appelait Warty avant mai 1710, date où elle devint le chef-lieu du duché-pairie de Fitzjames en faveur du maréchal de Berwick. Ses habitants sont appelés les Fitz-Jamois et les Fitz-Jamoises.

## Géographie

### Localisation
Fitz-James est situé à 60 km au nord de Paris, 26 km à l'est de Beauvais, 29 km à l'ouest de Compiègne et 57 km au sud d'Amiens à vol d'oiseau.

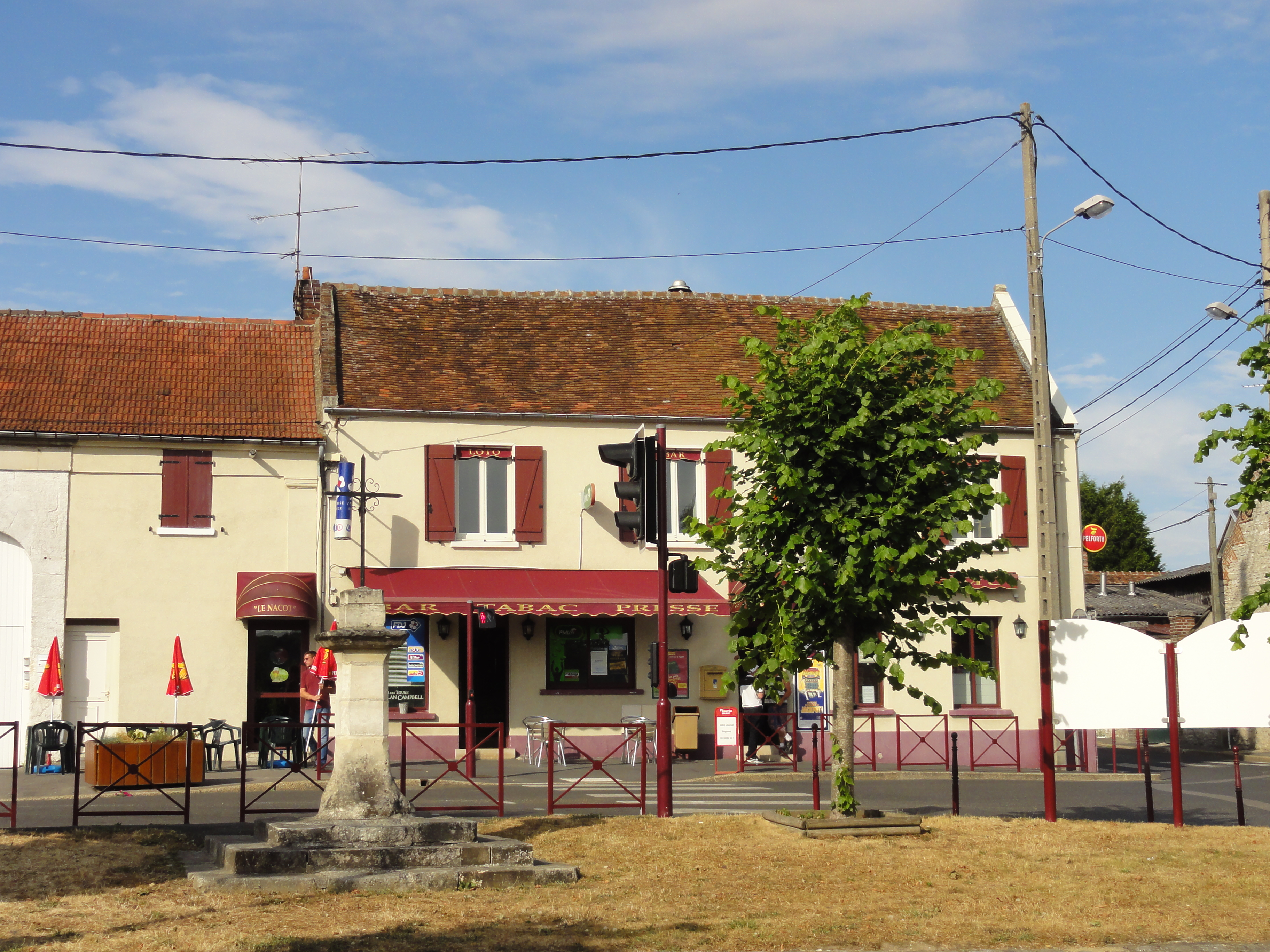
Ambiance du bourg : la place de la République.

Il est à noter que la commune se trouve également proche du centre géographique de l'Oise.

### Communes limitrophes
Les communes limitrophes sont Airion, Clermont, Agnetz, Breuil-le-Sec et Erquery.
|        | Airion     | Erquery       |
| Agnetz | Fitz-James |               |
|        | Clermont   | Breuil-le-Sec |

### Géologie et relief

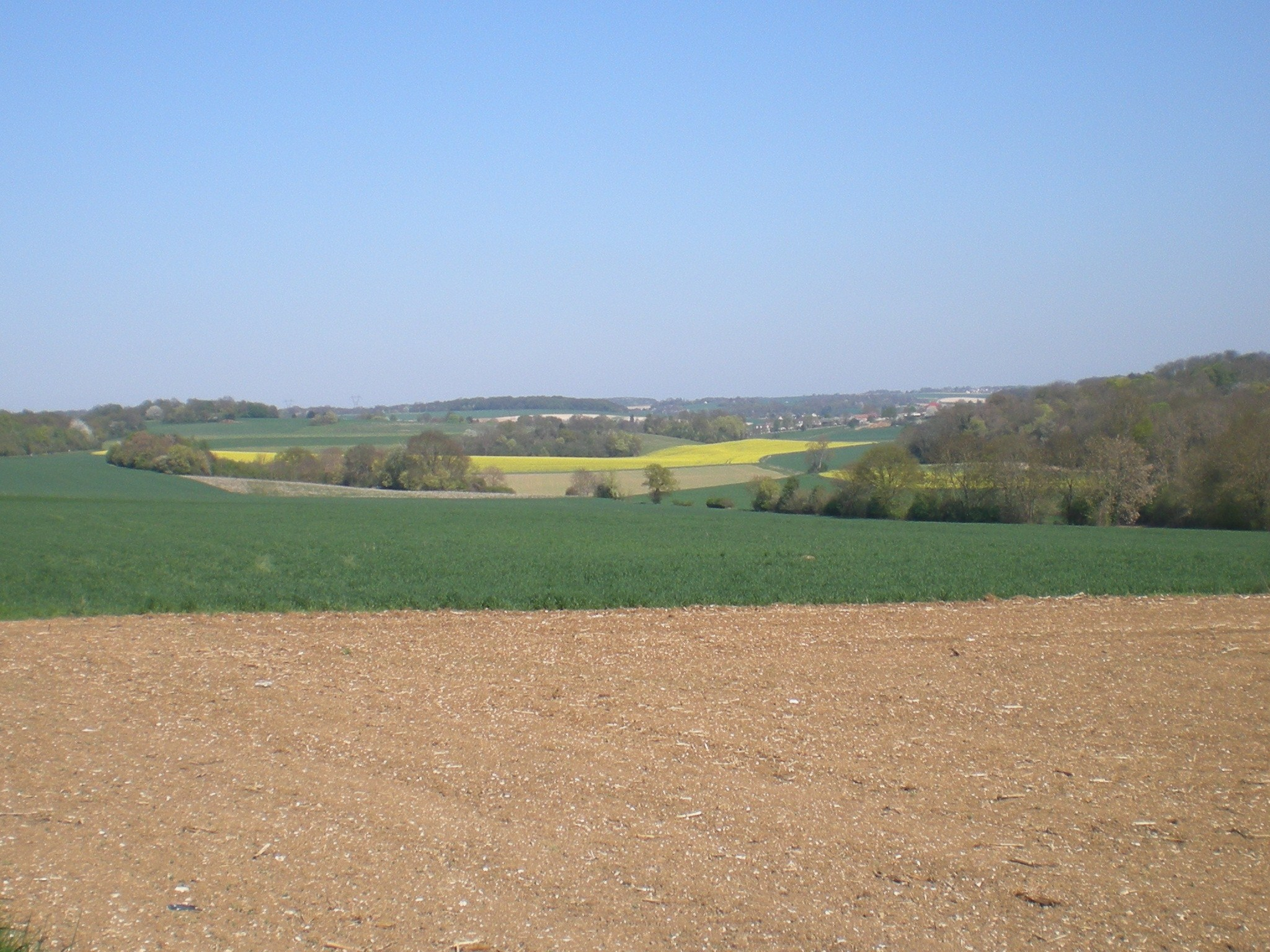
Le Fond de Béronne, où coule la Béronnelle.

La commune s'étend entre 47 et 113 m au-dessus du niveau de la mer pour une altitude moyenne de 80 m. Le chef-lieu de Fitz-James se situe à 59 m. Le point le plus haut de la commune culmine au lieu-dit « le Saint-Ladre », à la limite avec la commune d'Erquery et le point le plus bas se situe dans les marais Brêche à la limite avec la commune de Clermont de l'Oise. Le territoire, dont le périmètre forme un pentagone irrégulier, est coupé par trois ravins (dont le fond de Béronne, à l'est) descendant au sud vers la Brêche qui coule au sud-ouest sur la limite.
La craie se montre dans la vallée de la Brêche, jusqu'à Fitz-James et contient beaucoup de fossiles sur le territoire. On voit des cailloux en abondance dans le parc du château de Fitz-James. On remarque également des dépôts d'argile fine, peu compacte, de couleur fauve. De larges bandes de terrains argileux font apparaître des graviers et limons anciens, sur la rive droite de la Brêche, au confluent de l'Arré, entre la commune et Breuil-le-Sec. Des alluvions modernes tapissent les vallées de la Brêche et de l'Arré. À l'est de la route qui mène de Clermont à Saint-Just-en-Chaussée, depuis Fitz-James jusqu'à Airion, on trouve un dépôt meuble limoneux, très argileux, exploité jadis sur le territoire pour la fabrication de briques et de tuiles. La commune se situe en zone de sismicité 1.

### Hydrographie

#### Réseau hydrographique
La commune est située dans le bassin Seine-Normandie. Elle est drainée par la Brèche, la Béronnelle, l'Arré et un autre petit cours d'eau,.
Fitz-James est située sur la rive gauche de la Brêche, sous-affluent de la Seine prenant sa source à Reuil-sur-Brêche et se jetant dans l'Oise à Villers-Saint-Paul. Elle permet de délimiter la limite communale avec Clermont. Il s'agit du principal cours d'eau présent sur le territoire. Celle-ci se divise en plusieurs bras en amont du hameau du Grand-Fitz-James. L'Arré, prenant sa source à Saint-Just-en-Chaussée, conflue avec la Brêche à la limite sud-ouest du territoire. Son cours marque la limite communale avec Agnetz.
La Béronnelle, d'une longueur de 13 km, prend sa source dans la commune de Erquery et se jette  dans la Brêche à Mogneville, après avoir traversé six communes. Elle traverse l'annexe du CHSI puis se jette dans la Brêche à Liancourt.
L'Arré, d'une longueur de 16 km, prend sa source dans la commune de Saint-Just-en-Chaussée et se jette  dans la Brêche à Agnetz, après avoir traversé huit communes.
Deux étangs se trouvent dans la commune : le premier en amont du Grand-Fitz-James et le second entre ce dernier hameau et le chef-lieu, appelé « étang des Nacots ». Les zones les moins élevées du territoire se situent au-dessus de plusieurs nappes phréatiques sous-affleurantes.

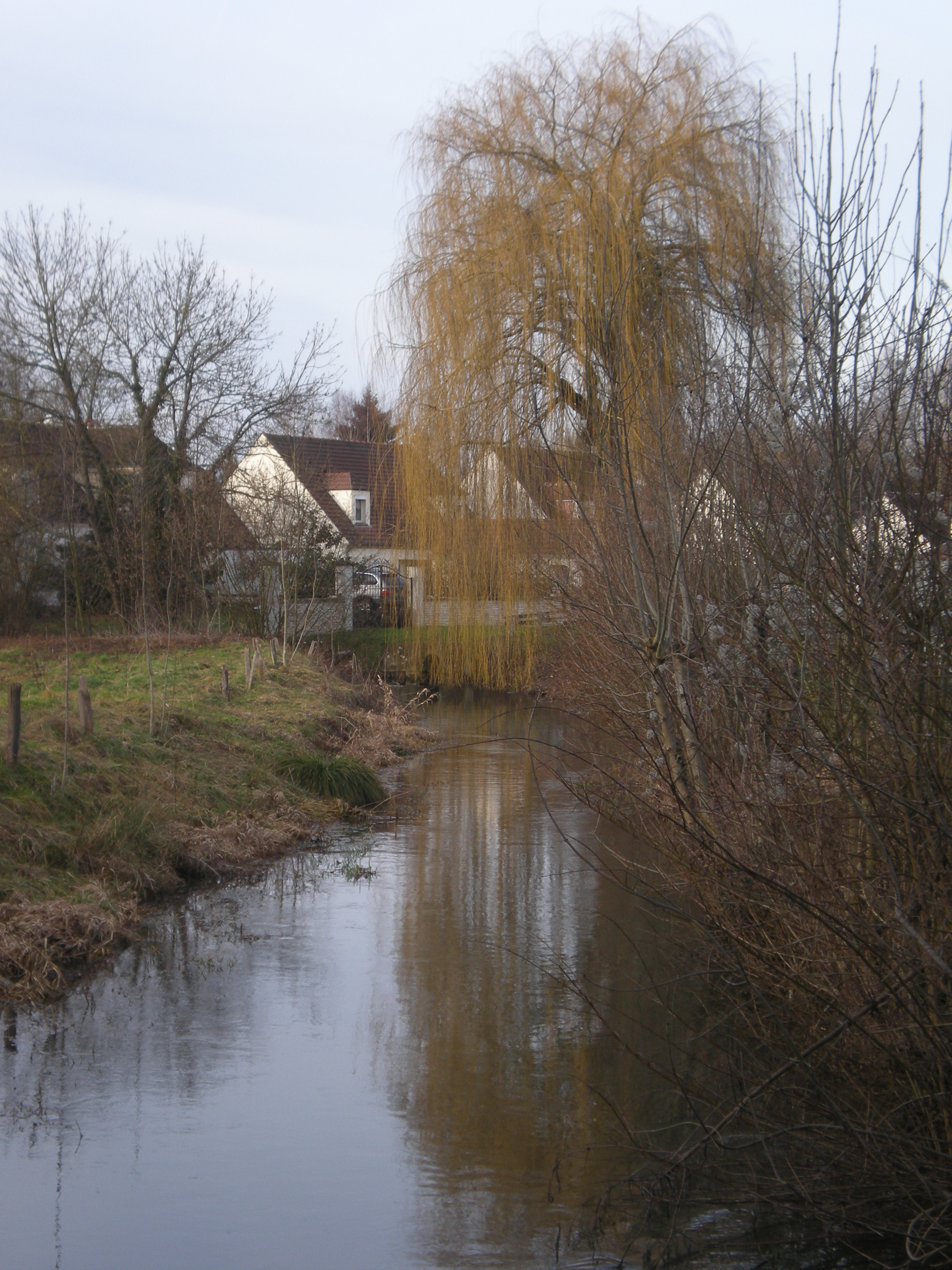
La Brêche à Fitz-James.
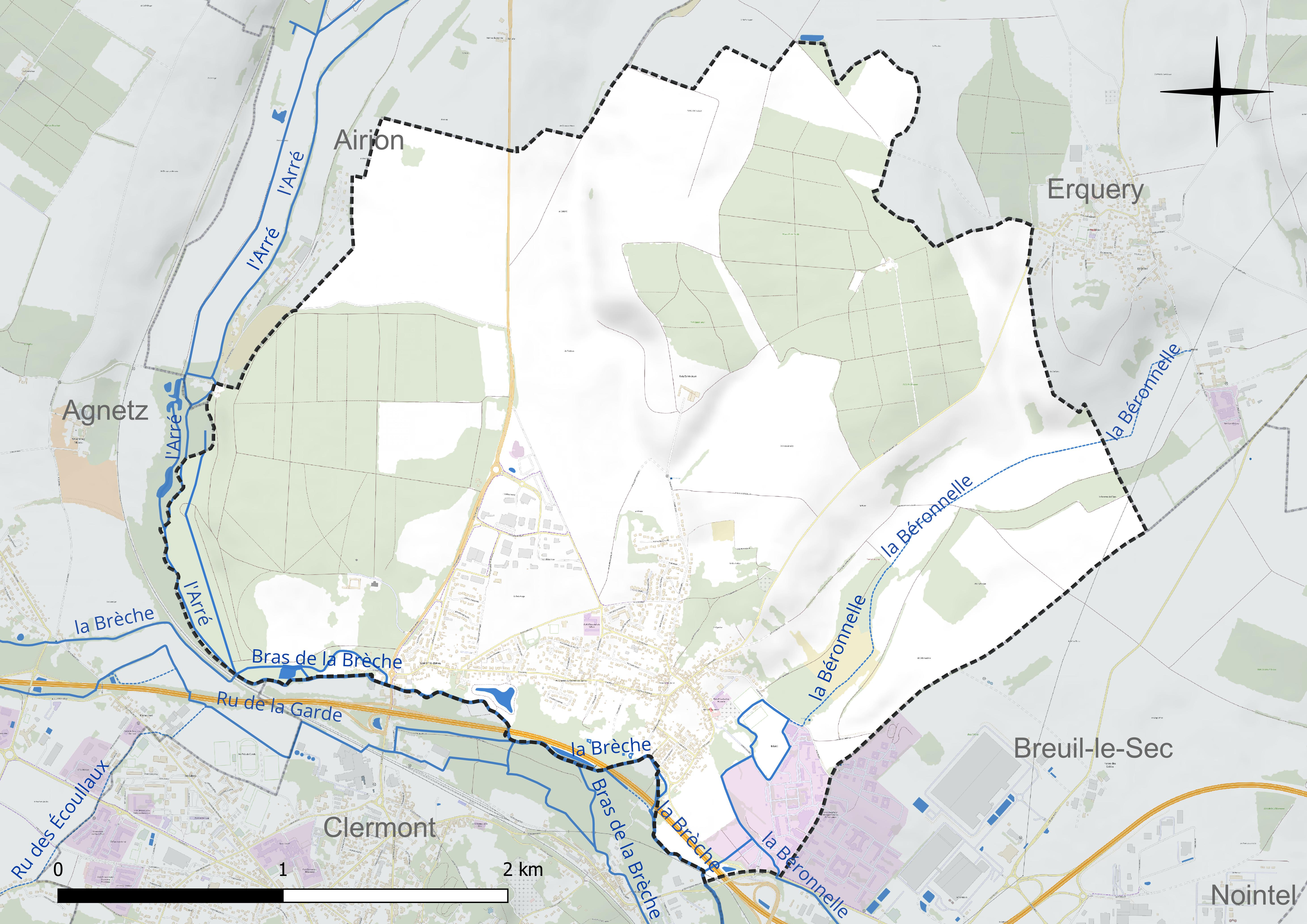
Réseau hydrographique de Fitz-James.

#### Gestion et qualité des eaux
Le territoire communal est couvert par le schéma d'aménagement et de gestion des eaux (SAGE) « Sensée ». Ce document de planification concerne un territoire de 492 km2 de superficie, délimité par le bassin versant de la Brêche. Le périmètre a été arrêté le 9 février 2017 et le SAGE proprement dit a été approuvé le 25 novembre 2021. La structure porteuse de l'élaboration et de la mise en œuvre est le syndicat mixte du Bassin Versant de la Brèche (SMBVB).
La qualité des cours d'eau peut être consultée sur un site dédié géré par les agences de l'eau et l'Agence française pour la biodiversité.

### Climat
Pour des articles plus généraux, voir Climat des Hauts-de-France et Climat de l'Oise.
En 2010, le climat de la commune est de type climat océanique dégradé des plaines du Centre et du Nord, selon une étude du CNRS s'appuyant sur une série de données couvrant la période 1971-2000. En 2020, Météo-France publie une typologie des climats de la France métropolitaine dans laquelle la commune est exposée à un climat océanique et est dans la région climatique Nord-est du bassin Parisien, caractérisée par un ensoleillement médiocre, une pluviométrie moyenne régulièrement répartie au cours de l'année et un hiver froid (3 °C).
Pour la période 1971-2000, la température annuelle moyenne est de 10,7 °C, avec une amplitude thermique annuelle de 14,5 °C. Le cumul annuel moyen de précipitations est de 674 mm, avec 11,1 jours de précipitations en janvier et 8,2 jours en juillet. Pour la période 1991-2020, la température moyenne annuelle observée sur la station météorologique la plus proche, située sur la commune de Creil à 15 km à vol d'oiseau, est de 11,2 °C et le cumul annuel moyen de précipitations est de 662,2 mm,. Pour l'avenir, les paramètres climatiques de la commune estimés pour 2050 selon différents scénarios d'émission de gaz à effet de serre sont consultables sur un site dédié publié par Météo-France en novembre 2022.

### Milieux naturels et biodiversité
Hormis le tissu urbain, qui représente 10,7 % de la superficie de la commune, le territoire est constitué à 46,3 % de zones cultivées et à 35,1 % d'espaces boisés (344 hectares), que l'on retrouve tel que le bois du Parc (à l'ouest), le plus étendu, entre chef-lieu et l'Arré ou les bois de la Frête, de Béronne et Saint-Jean, tous contigus au nord-est. La Garenne de Villers et le Plant Chardon, à l'est, s'étendent jusqu'à Erquery par les coteaux du Fond de Béronne. Le bois dit du Vignoble domine le centre-ville. Enfin, quelques parcelles composent le fond de la vallée de la Brêche. Les vergers et prairies rassemblent 60 hectares (6,1 %) et les zones humides, mares et marais ne réunissent qu'1,8 hectare (0,2 %), concentrées près de la Brêche et de l'Arré. Les délaissés urbains et ruraux ainsi que les jardins et espaces verts concentrent 14,2 hectares, soit 1,5 % de la superficie totale de la commune,. Les bois de la Frête, de Béronne et Saint-Jean sont inscrits en Zone naturelle d'intérêt écologique, faunistique et floristique de type 1.

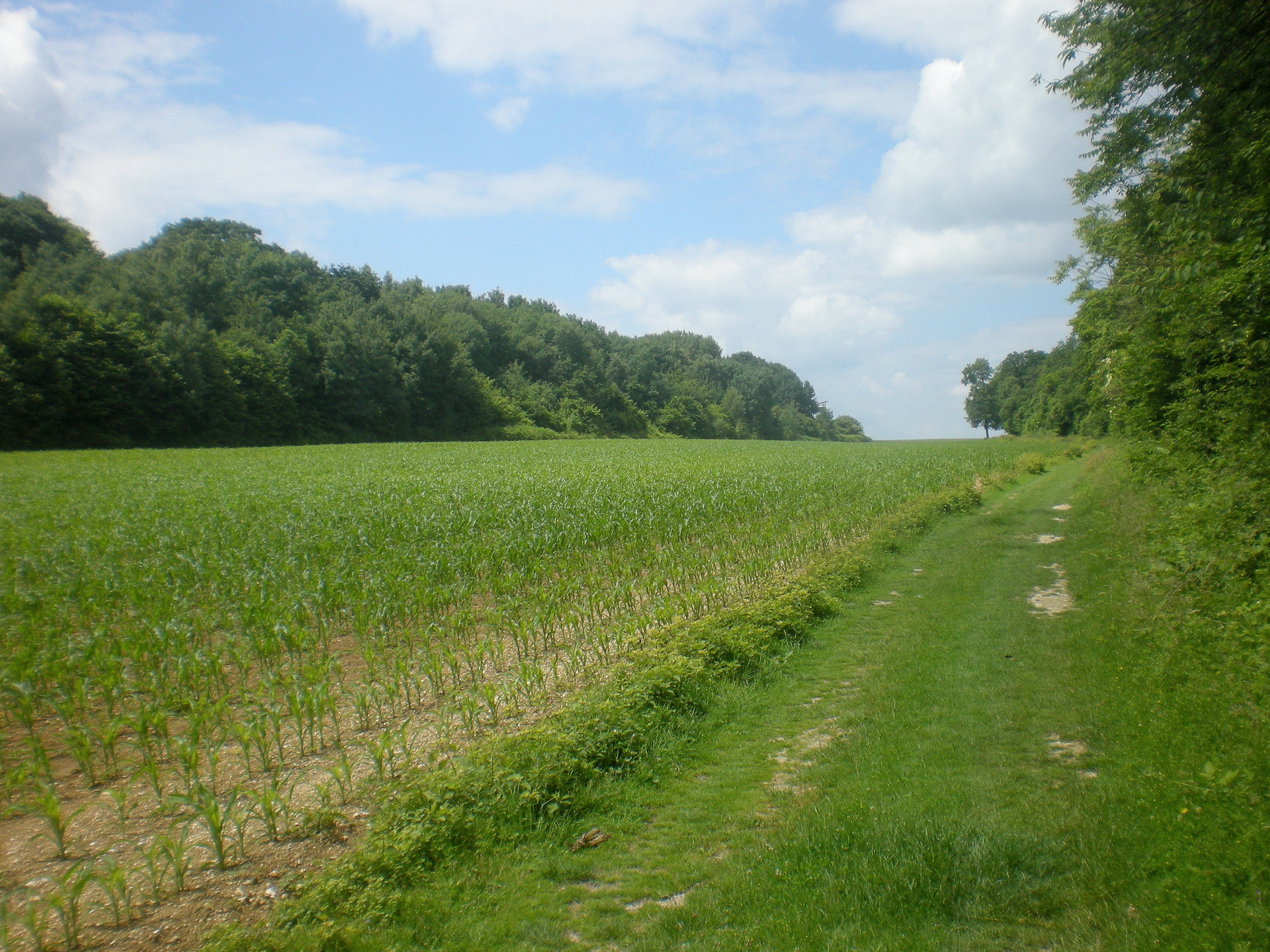
Lisière entre le bois Saint-Jean et le bois de la Frête.
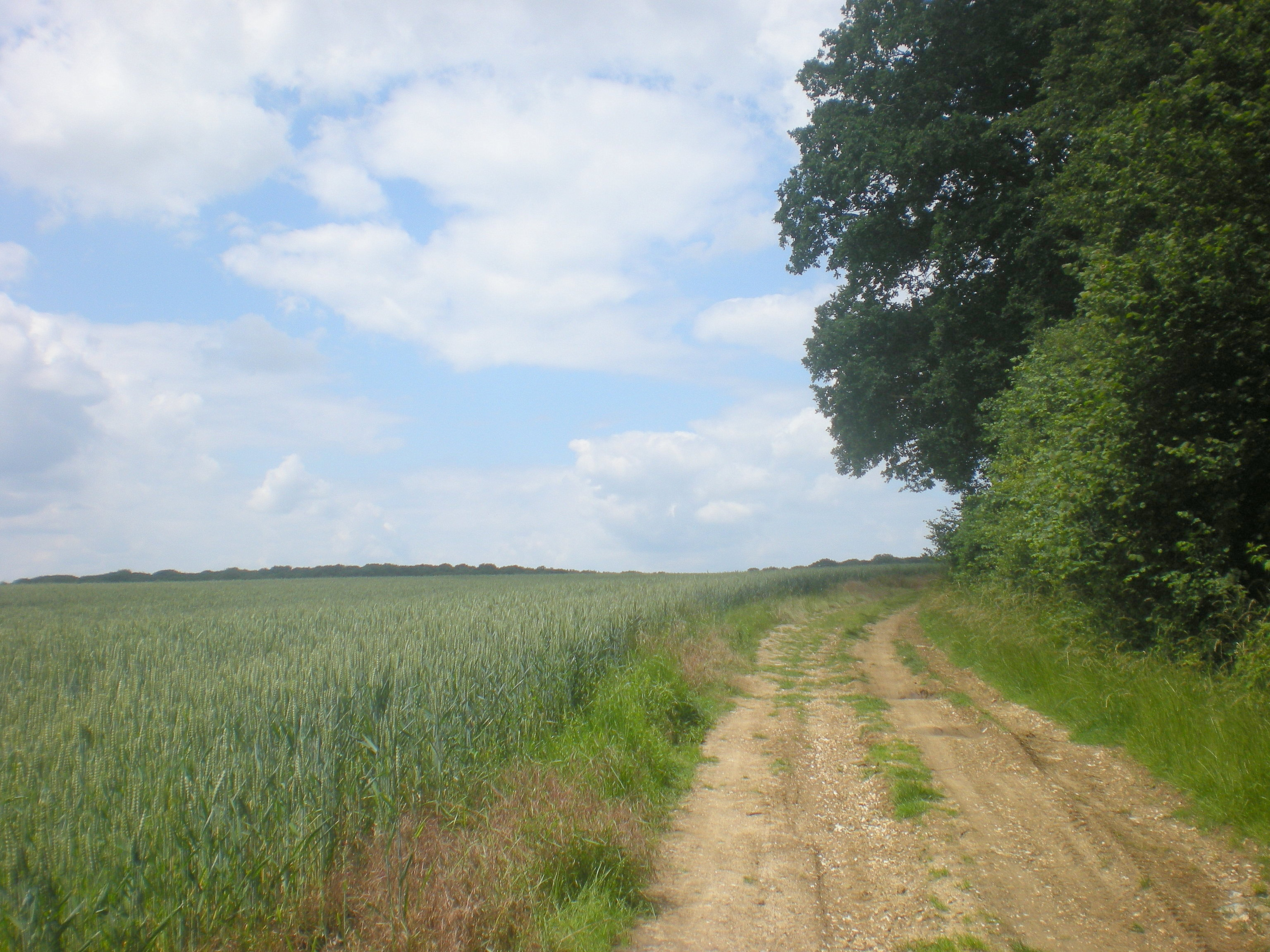
Chemin longeant la limite ouest du bois de la Frête.
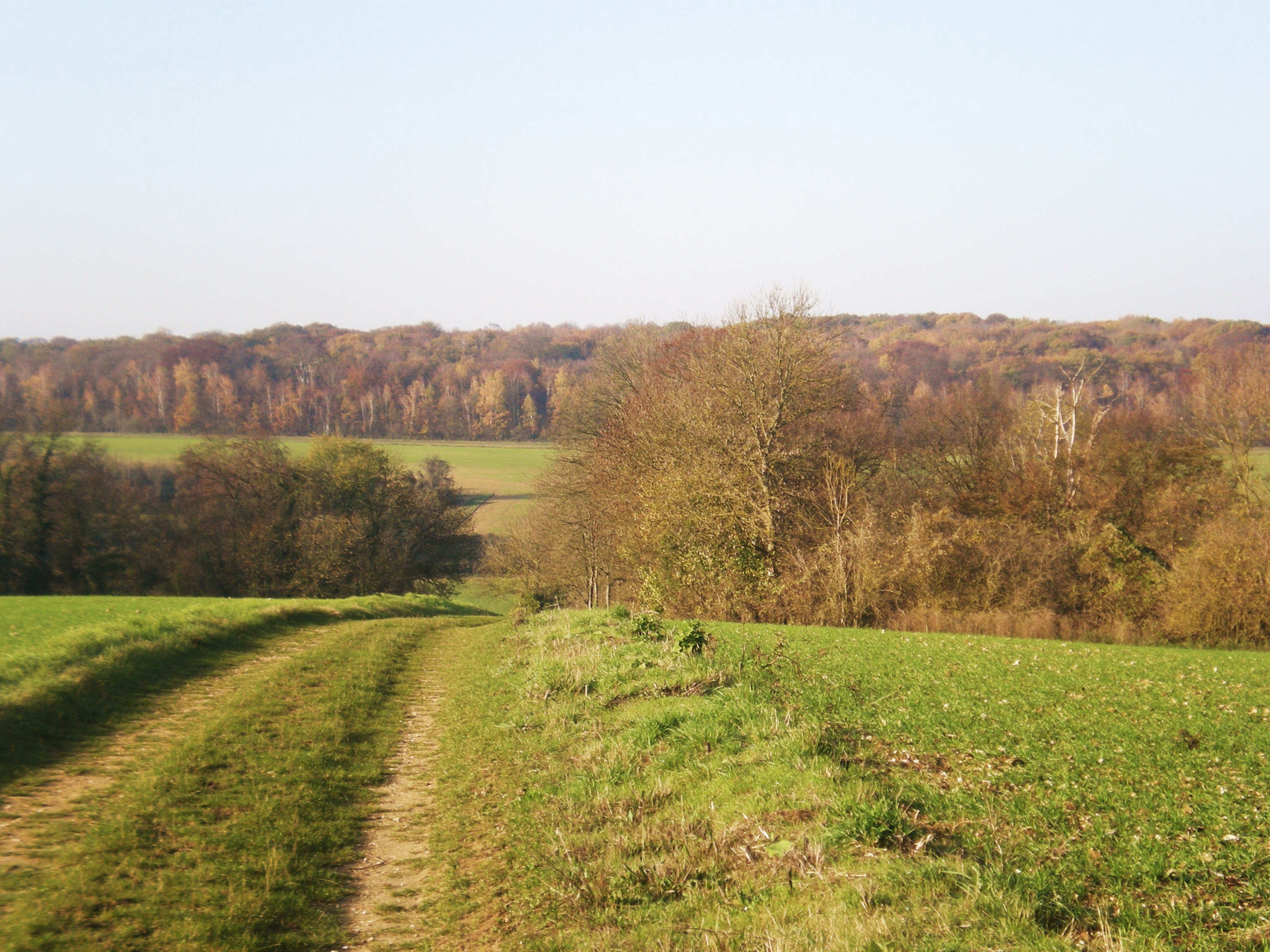
Fond de Béronne et bois de la Frête à l'arrière-plan.

## Urbanisme

### Typologie
Au 1er janvier 2024, Fitz-James est catégorisée ceinture urbaine, selon la nouvelle grille communale de densité à sept niveaux définie par l'Insee en 2022.
Elle appartient à l'unité urbaine de Clermont, une agglomération intra-départementale regroupant cinq  communes, dont elle est une commune de la banlieue,,. Par ailleurs la commune fait partie de l'aire d'attraction de Paris, dont elle est une commune de la couronne,.

### Occupation des sols

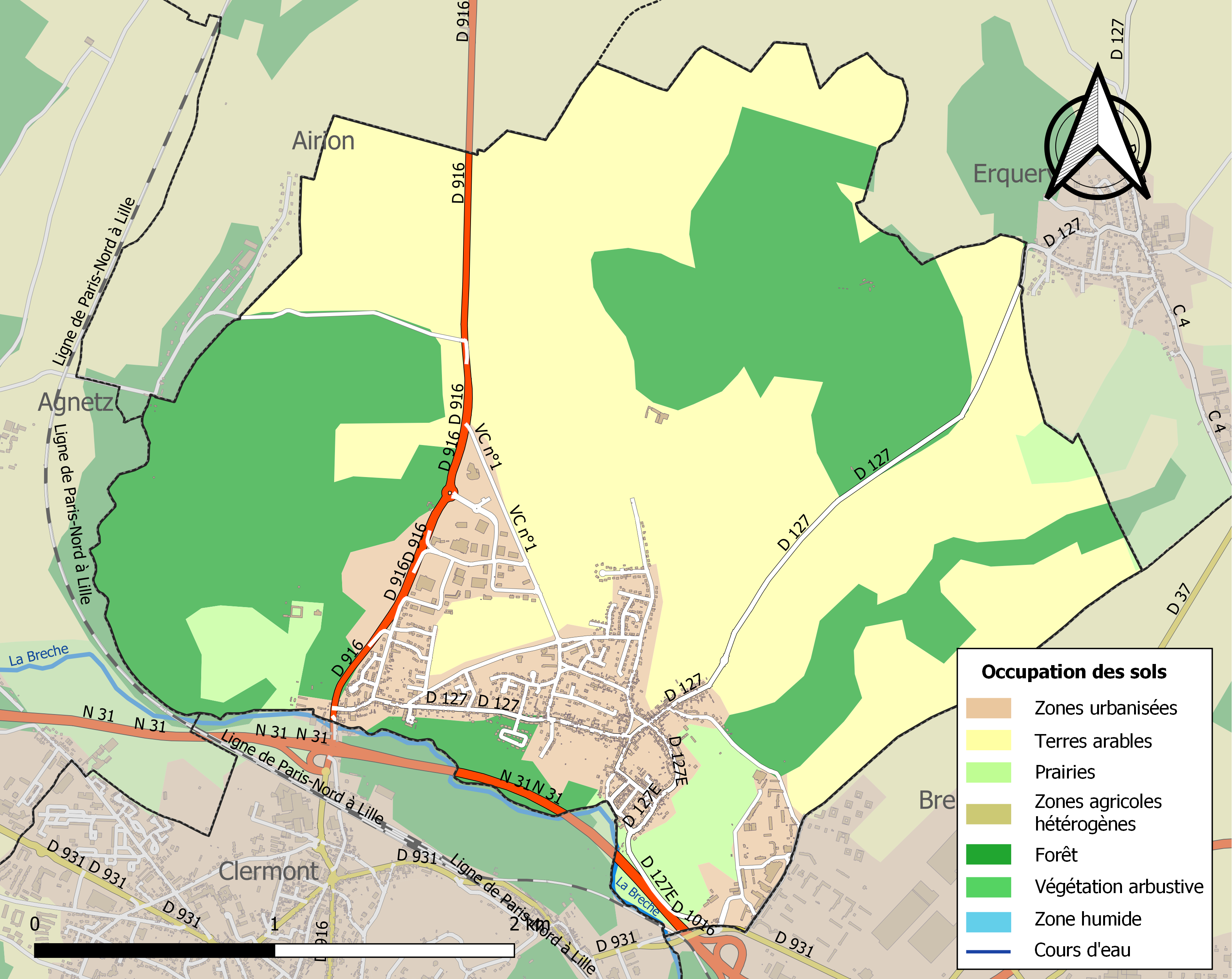
Carte des infrastructures et de l'occupation des sols de la commune en 2018 (CLC).

L'occupation des sols de la commune, telle qu'elle ressort de la base de données européenne d'occupation biophysique des sols Corine Land Cover (CLC), est marquée par l'importance des territoires agricoles (51,9 % en 2018), en diminution par rapport à 1990 (54,8 %). La répartition détaillée en 2018 est la suivante : 
terres arables (46,8 %), forêts (35,2 %), zones urbanisées (11,2 %), prairies (5,1 %), zones industrielles ou commerciales et réseaux de communication (1,7 %). L'évolution de l'occupation des sols de la commune et de ses infrastructures peut être observée sur les différentes représentations cartographiques du territoire : la carte de Cassini (XVIIIe siècle), la carte d'état-major (1820-1866) et les cartes ou photos aériennes de l'IGN pour la période actuelle (1950 à aujourd'hui).

### Morphologie urbaine
À la fin du XIXe siècle, le village appelé Petit-Fitz-James, comprenait 130 maisons, formant cinq rues principales qui aboutissaient à la place de la République actuelle, au cœur du chef-lieu. Le Grand Fitz-James était un hameau de 23 maisons groupées près de l'ancien château et sur la route nationale de Paris à Dunkerque (actuelle D 916). Il faisait partie, primitivement, de la paroisse d'Agnetz. Le hameau de Becrel, formait avec le lieu-dit de la Blanchisserie (actuel hôpital psychiatrique), établissement situé à l'angle de la route nationale de Rouen à Reims (ancienne route nationale 31, actuelle D 931) et du chemin de grande communication de Clermont à Gournay-sur-Aronde (actuelle D 37, déviée depuis) une dépendance importante de l'hôpital psychiatrique de Clermont. De nos jours, les hameaux du Grand Fitz-James et de Bécrel forment une seule agglomération rattachée au village. La commune fait partie de l'aire urbaine et de l'unité urbaine de Clermont totalisant 20 979 habitants en 2009.

### Hameaux et lieux-dits
- Le village, autrefois appelé Petit Fitz-James, situé sur la rive gauche de la Brêche[a 1]
- Le Grand Fitz-James, sur l'ancienne route nationale 16[a 1](D 916)
- Bécrel, écart à l'est du chef-lieu[a 2]
- La ferme du Bois Saint-Jean, situé sur un coteau au nord du territoire[a 2]

Béronne était un hameau de Fitz-James, situé à un kilomètre et demi du  village, près des sources de la Béronnelle ; il fit partie du marquisat de Nointel en 1654..
Les autres lieux-dits sont les suivants : la Clotterie, le Bois Saint-Jean, et les Reuyares au nord ; les Cerisiers, la Corne de Néry, le Plant Chardon, le Marais, la Croix Madame, le Noyer à l'est et la Croix-Rouge, la Minette, le Clos Gallois et le Vignoble au sud de la commune.

### Habitat et logement
En 2020, le nombre total de logements dans la commune était de 1 120, alors qu'il était de 1 082 en 2015 et de 993 en 2010.
Parmi ces logements, 94,4 % étaient des résidences principales, 0,7 % des résidences secondaires et 4,9 % des logements vacants. Ces logements étaient pour 77 % d'entre eux des maisons individuelles et pour 22,5 % des appartements.
Le tableau ci-dessous présente la typologie des logements à Fitz-James en 2020 en comparaison avec celle de l'Oise et de la France entière. Une caractéristique marquante du parc de logements est ainsi une proportion de résidences secondaires et logements occasionnels (0,7 %) inférieure à celle du département (2,4 %) et à celle de la France entière (9,7 %). Concernant le statut d'occupation de ces logements, 69,9 % des habitants de la commune sont propriétaires de leur logement (74,3 % en 2015), contre 61,4 % pour l'Oise et 57,5 pour la France entière.
| Typologie                                               | Fitz-James | Oise | France entière |
| ------------------------------------------------------- | ---------- | ---- | -------------- |
| Résidences principales (en %)                           | 94,4       | 90,5 | 82,1           |
| Résidences secondaires et logements occasionnels (en %) | 0,7        | 2,4  | 9,7            |
| Logements vacants (en %)                                | 4,9        | 7,1  | 8,2            |

### Voies de communications et transports

#### Voies de communication
La commune est desservie par trois routes départementales : la RD 916, la RD 127 et la RD 127E.
Fitz-James est située au kilomètre 53 de l'ancienne route nationale 16 (actuelle RD 916), qui était la route royale de Paris à Dunkerque. Cet itinéraire a été déclassée en départementale 916 entre Clermont et Breteuil. Il traverse une partie du hameau du Grand Fitz James par la rue Roland-Garros puis par la route Saint-Just, il se dirige ensuite vers Argenlieu.
Une portion de la déviation de Clermont en voie express de la route nationale 31 traverse également une partie du territoire. Depuis cet axe, la commune est accessible par la sortie  Amiens / Clermont-nord / Saint-Just-en-Chaussée.
La RD 127 traverse la commune d'ouest en est en partant de l'angle entre la rue Roland-Garros (D 916) et de la rue Ernest-Renand. Elle passe ensuite par les rues Voltaire, Gambetta et Gustave-Prothais avant d'arriver sur la place de la république, en centre-ville. Cette route départementale quitte le chef-lieu par la rue Jean-Jaurès. La D 127E est également présente sur le territoire communal. Se séparant de la D 931 à Breuil-le-Sec, elle longe la route nationale 31 et rentre dans le chef-lieu par la rue Jules-Ferry. Elle se termine place de la République.
Fitz-James est située au départ de la randonnée no 8 du GEP Centre Oise appelé Circuit des Neuf Fonds. D'une longueur de 30 kilomètres, il part de la place de la République et se dirige vers Erquery en passant par les rues Victor-Hugo et Pierre-Curie puis par la ferme du Bois Saint-Jean. Il longe ensuite le bois du même nom et le bois de la Frête. Le circuit revient dans la commune par le fond de Béronne puis rejoint la place de la République par les rues de Bécrel et Jean-Jaurès.

#### Transports collectifs
La gare ferroviaire la plus proche est celle de Clermont-de-l'Oise à 2 km au sud de la commune sur la ligne Paris-Nord - Lille
La commune est desservie, en 2023, par les lignes 682 et 6348 du réseau interurbain de l'Oise.
Les communes Agnetz, Breuil-le-Sec, Breuil-le-Vert, Clermont, Fitz-James et Neuilly-sous-Clermont, se dotent, le 15 décembre 2014, d'un réseau de transport urbain dénommé Lebus.
Ce réseau est géré par le Syndicat intercommunal des transports collectifs de l'agglomération clermontoise (SITAC), créé à titre transitoire et qui pourrait être intégré à terme dans la communauté de communes du Pays du Clermontois de manière à étendre le réseau à l'ensemble des communes concernées.
Fitz-James est desservie, en 2023, par la ligne 1 de ce réseau.

## Toponymie
Warty, ancien nom de la localité, est attesté sous les formes Garti en 1150, Vuarti en 1186, Warti en 1190, la cauchie de Wartie en 1263, Warty en 1303, Warty-Saint-Pierre en 1373, Ouartis en 1450, Warty-les-Clermonts au XVIIIe siècle et Fitz-James depuis 1710,.
Ce nom de Warty était un type toponymique en -(i)acum, suffixe d'origine gauloise marquant la localisation, puis la propriété. Il est précédé du nom de personne germanique Warto, à moins qu'il ne s'agisse d'un nom gaulois ou gallo-romain influencé phonétiquement à l'initiale par le germanique plus tardivement (v → w (français central g)). La nature des formes anciennes ne permet pas de proposer le gallo-roman *WARACTIACU (dérivé en -iacum de *WARACTU, altération du latin vervactum, latin médiéval waractum, d'où guéret « terre en friche, en jachère », + -iacum).
Fitz-James s'est substitué à Warty en 1710 ou 1760 en l'honneur de Jacques, duc de Berwick, fils naturel de Jacques II, roi d'Angleterre,. Fitz est issu de l'ancien normand fiz « fils de » dans les anthroponymes de la noblesse normande médiévale. En Grande-Bretagne, il a fini par désigner par euphémisme le fils naturel d'un roi. En l'occurrence le roi James, James étant la forme anglaise de Jacques, issue elle-même de l'ancien français James (cf. Saint-James, Manche).
Le hameau de Bécrel est mentionné sous les formes Bekerel en 1201 ; le cauchie de Becquerel en 1356 et Becquerel   en 1840.
L'ancien hameau de Béronne (lieu détruit) est attesté sous les formes Reinaldus de Berona en 1201 ; Berogne en 1255 ; village de Béronne en  1635 ; ferme de Béronne en 1743.
La ferme du Bois Saint-Jean apparaît comme le Boz Saint-Jehan.

## Histoire

### Moyen Âge
Les premiers seigneurs de Fitz-James portent le nom de Warty.
L'ancien hameau de Béronne était le siège d'une seigneurie importante, mais depuis le XVe siècle, il ne restait plus de l'ancien hameau qu'un manoir seigneurial et une ferme.
Il y avait à Béronne une chapelle, sous l'invocation de Notre-Dame et Saint-Antoine, qui était à la nomination de l'évêque.
La ferme du Bois Saint-Jean, est , au XIIIe siècle, un couvent de religieux Trinitaires, qui lui donnent le nom de Saint-Jean, en l'honneur de Saint Jean de Matha, fondateur de leur ordre, mort en 1213. Ils s'établissent en 1244 dans l'ancien hôtel-Dieu de Clermont, qui devient le couvent de Saint-André, mais conservent la propriété de la ferme du bois Saint-Jean jusqu'à la révolution française.

### Temps modernes

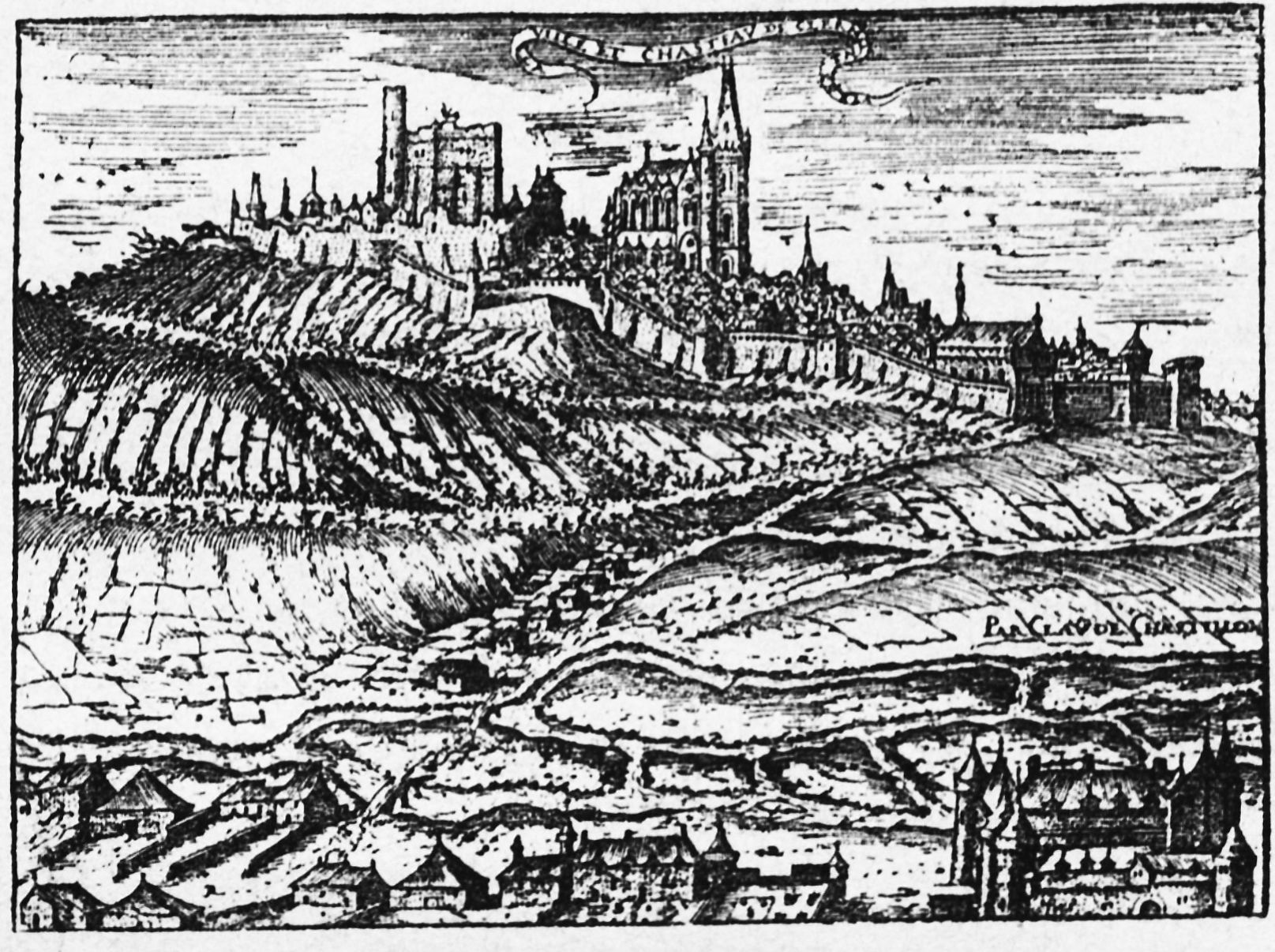
Le château de Warty au XVIe siècle, au-dessus Clermont-en-Beauvaisis

Philippe seigneur de Warty en 1553, gentilhomme de la chambre du roi, épouse en 1575 Judith de Montberon, mais leur mariage est dissous par l'évêque de Beauvais à cause de la différence de religion des époux, occasionnant un fort mécontentement qui amène  l'armée protestante à faire de grands ravages dans la commune.
Les seigneurs de Warty sont alors presque tous protestants, et le château de Warty est le rendez-vous ordinaire des chefs calvinistes de la région. Les ligueurs surveillent également la région

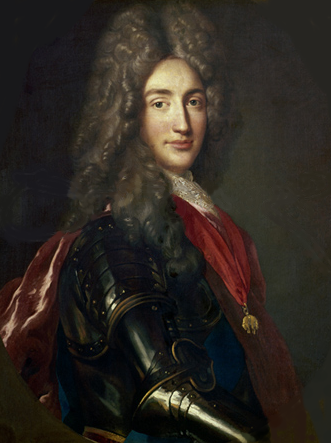
Jacques Fitz-James, duc de Berwick.

#### XVIIIesiècle: le duché de Fitz-James
Jacques Fitz-James duc de Berwick, maréchal de France et fils naturel du roi d'Angleterre Jacques II, achète le château et la seigneurie en 1704 (d'après Louis Graves), ou encore par contrat des 9, 10 et 11 mai 1710 (suivant Levantal), et obtient son érection en duché-pairie en mai 1710 sous le titre de Duché de Fitz-James, pour lui-même et ses héritiers mâles, notamment le fils aîné de son second mariage, qui mourra avant lui,
La paroisse prend dès lors, suivant l'usage suivi pour les pairies, le nom de son seigneur, dénomination  qu'elle a conservé jusqu'à nos jours.
Le duché comprend alors les terres de Warty, Airion et Fournival. Le maréchal y ajoute en 1711 celle d'Erquery puis en 1732 les  seigneuries d'Étouy, Litz et La Rue-Saint-Pierre.

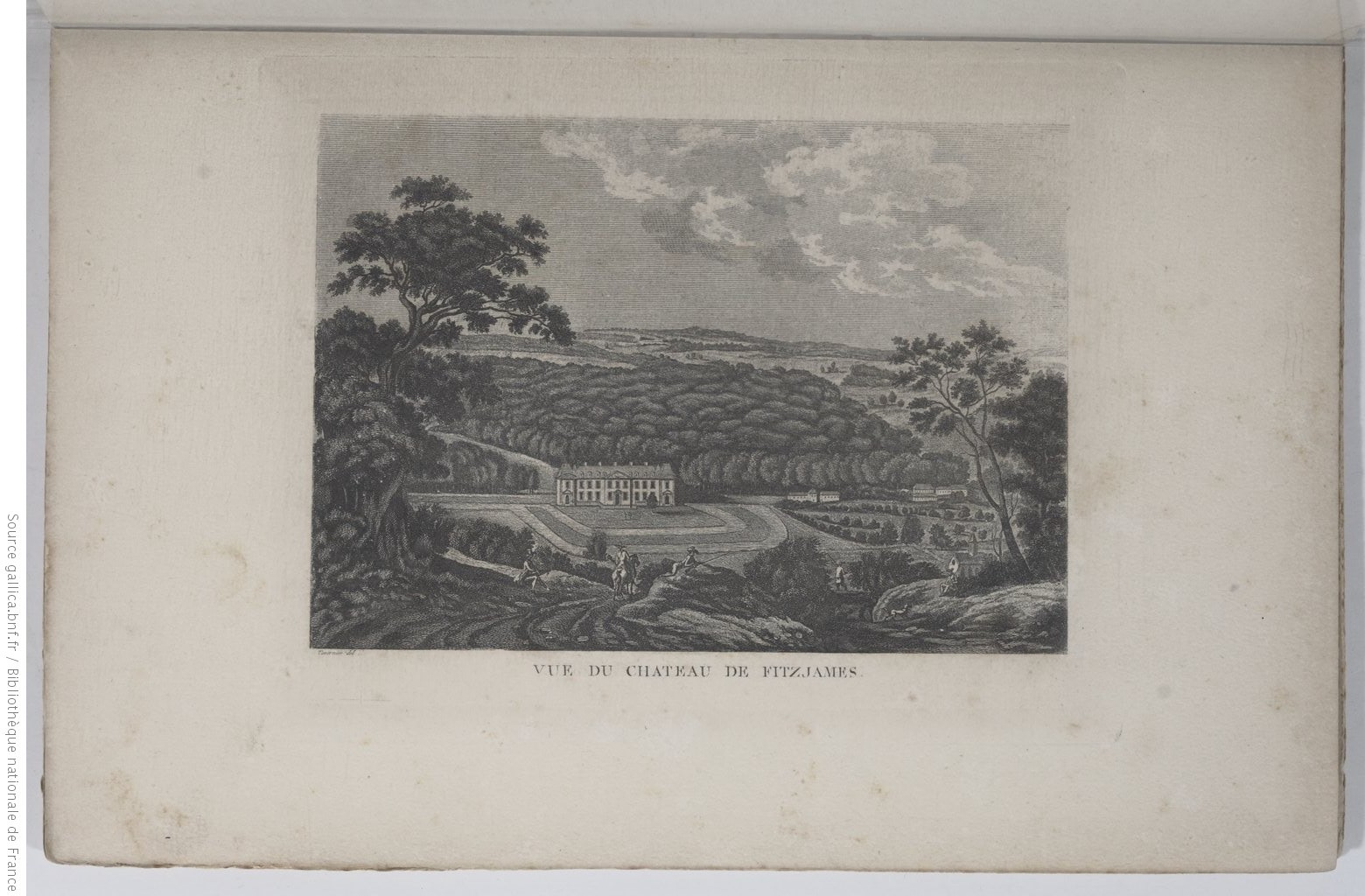
Le château de Fitz-James au XVIIIe siècle (Tavernier de Jonquières)
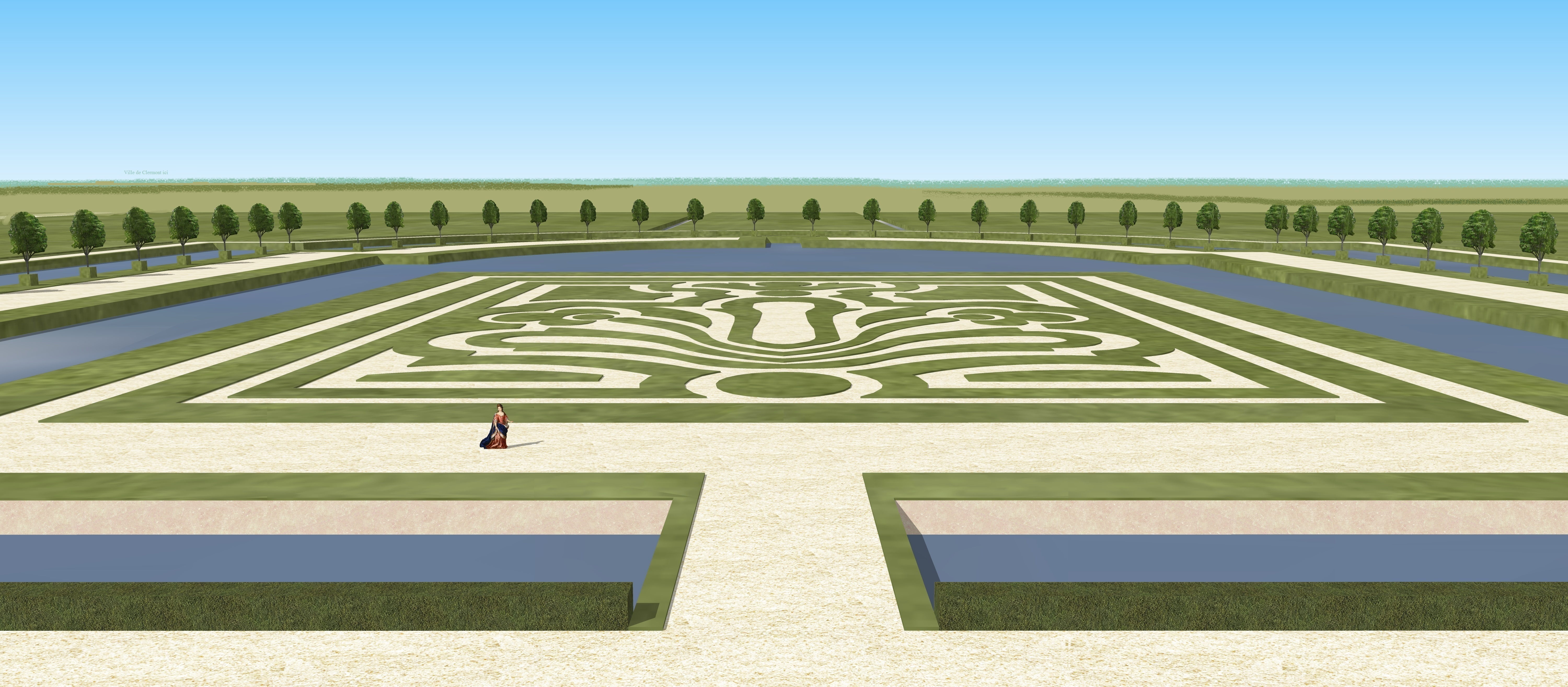
Restitution du grand parterre du château de Fitz-James, XVIIIe siècle
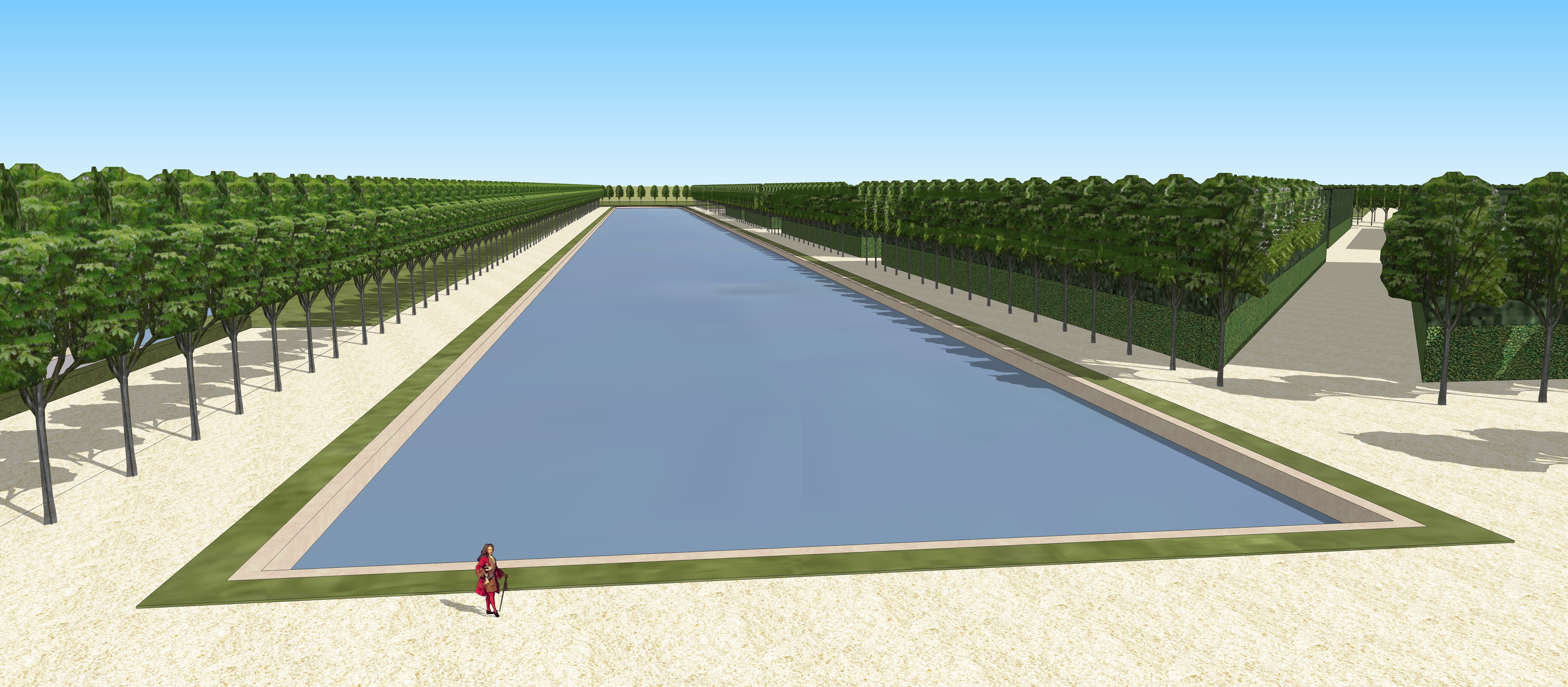
Le canal des jardins du Grand Fitz James, vu depuis le premier étage du château

### Révolution française et Empire

Plan et histoire du château de Fitz-James à la Révolution

Jacques-Charles, 5e duc de Fitz-James, est en 1789 pair de France, maréchal de camp, colonel propriétaire du régiment de Berwick-infanterie, gouverneur et lieutenant général du Limousin. Un an avant la Révolution, il a passé en revue son régiment à Fitz-James. Son fils Edouard en était le très jeune colonel.
Les habitants choisissent pour députés aux États généraux de 1789 messieurs Poileux et Beudin.
Le cahier de doléances qu'ils établissent alors mentionne que le sol de cette paroisse est de la culture la plus difficile, tant il est pierreux et montagneux. Il faut employer beaucoup de chevaux et le produit peut à peine faire subsister les habitants. Le vignoble ne suffit pas à produire la boisson nécessaire dans la commune, et les habitants sont obligés de s'en priver. Ce territoire, voisin des marais, a souvent eu à supporter les destructions amenées par les inondations et celles causées par les gelées. Le nombreux gibier qui abonde dans les bois qui entoure les champs mange les récoltes ayant échappé à la gelée. Le prix du sel, la multiplication des droits sur les boissons et les impôts retombant sur le tiers-état sont également cités.

À la suite de l'émigration de Jacques-Charles, duc de Fitz-James et de son fils Edouard, le domaine est  confisqué comme bien national  et le château est occupé par le dépôt du 25e régiment de cavalerie pendant trois ans, puis par les réquisitionnaires des environs. Un régiment de bas-bretons a brisé les armoiries, enfoncé les portes des caves et bu tout le vin qu'il y avait encore. Le château a finalement été vendu au citoyen Boutron de Versailles, qui en effectue la démolition vers 1809.
Édouard, fils de Jacques-Charles, rentre en possession de Fitz-James à la Restauration. On évalue alors, en 1825, à 831 000 francs la valeur des propriétés des Fitz-James adjugées au département de l'Oise. Le duc reçoit donc une rente en dédommagement. Il fait reconstruire sur la colline, à cent mètres de distance de l'ancien manoir, un nouveau château, qu'il vend avec le domaine en 1833 à Chrestien de Beaumini, ancien maire de Clermont.

### Époque contemporaine

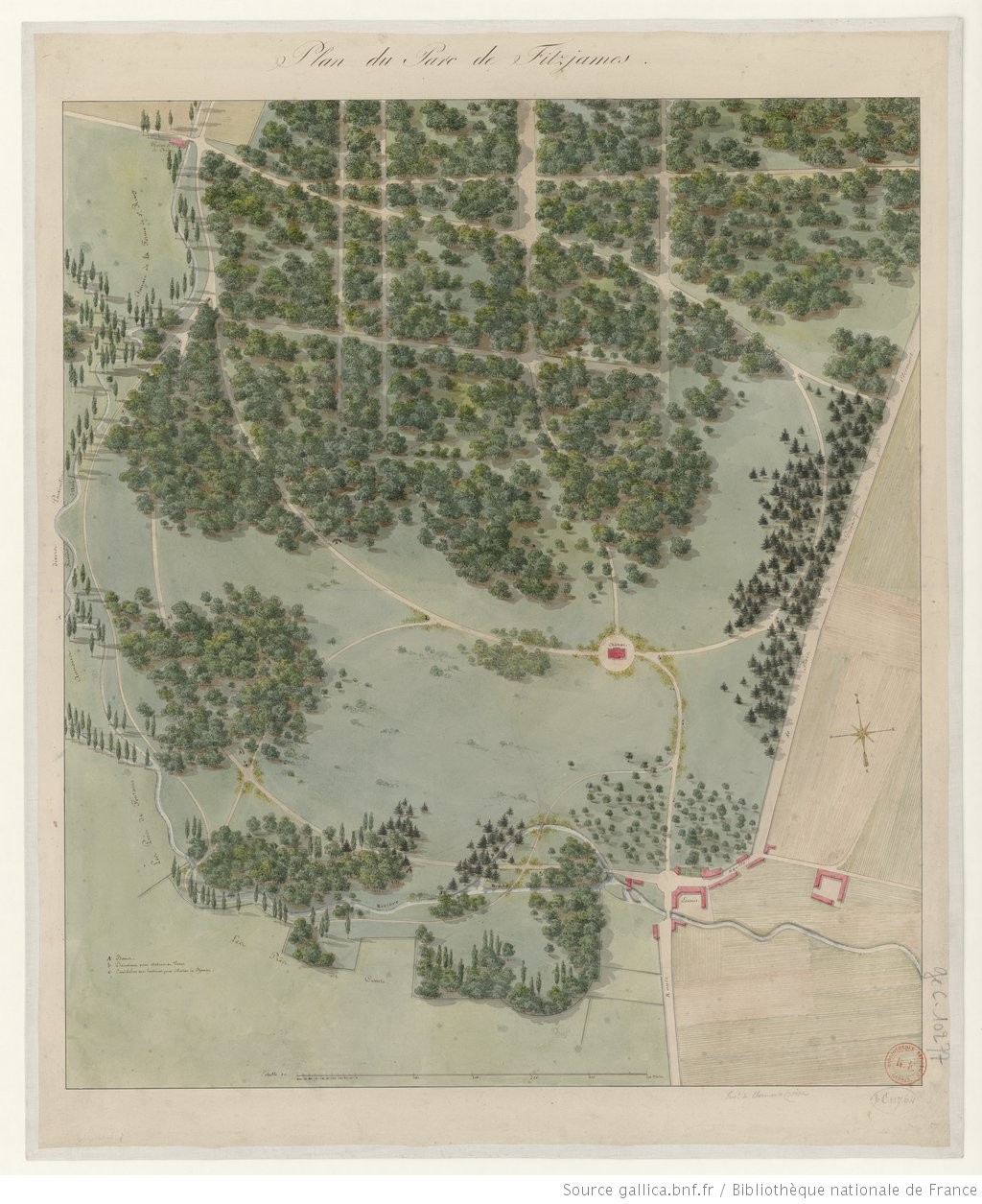
Plan du parc de Fitz-James en 1825

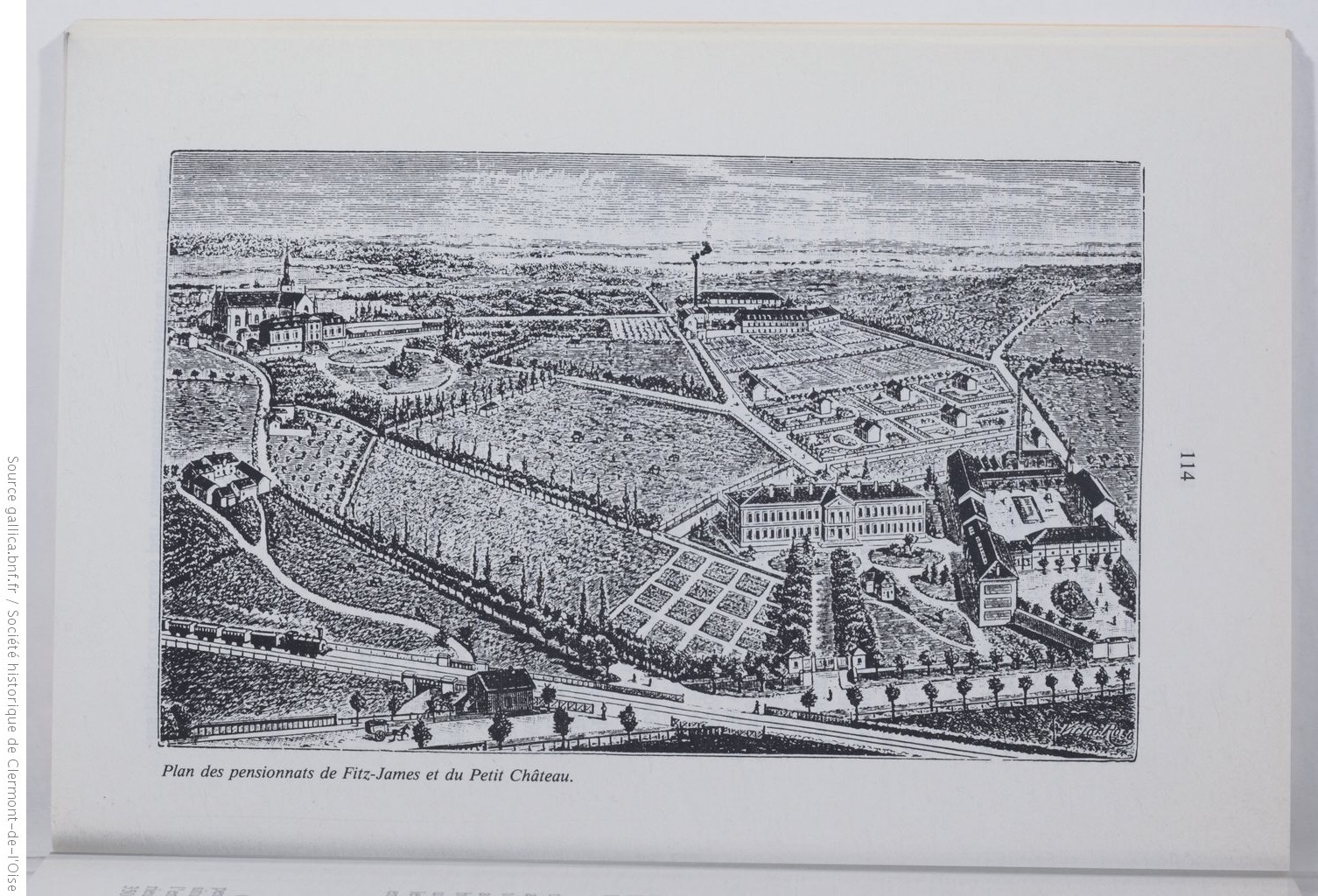
Les "pensionnats" et le Petit Château de Fitz-James

En 1789, on cultive dix hectares de vignes à Fitz-James, mais cette surface se réduit à trois hectares en 1815 et un hectare en 1828 avant de disparaitre totalement en 1836.
Jean Guesnet crée en 1797 une blanchisserie de toiles fines, qui devient rapidement importante : 75 ouvriers y étaient employés en 1807. Les toiles étaient étendues dans les prairies voisines
Au milieu du XIXe siècle, les travaux agricoles de l'hôpital psychiatrique de Clermont prennent une ampleur considérable, sur une superficie de 10 hectares répartis aux environs de la ville. Afin d'en permettre une meilleure exploitation est créée  en 1857 l'annexe de la colonie agricole de Fitz-James, au lieu-dit « la Blanchisserie », sur une propriété appartenant à monsieur Félix Guesnet, maire de Carlepont. La colonie, dirigée par Alexandre Labitte, comprend une ferme, une section destinée aux pensionnaires femmes situées au « petit château » (près de l'église), une blanchisserie, sur l'ancienne ferme de Bécrel à l'extrémité nord-ouest de la colonie.
L'administration de cette annexe dépend alors de l'asile de Clermont. Le personnel encadre les malades « dociles et valides » pour les différents travaux de la ferme de la blanchisserie.
En 1890 la population est principalement agricole,mais on compte également une brasserie et un moulin à eau (qui existe toujours) au Grand Fitz-James. Un certain nombre de femmes et de filles travaillent pour la fabrique de corsets de Clermont. On comptait 446 habitants dans le chef-lieu, 137 habitants au Grand Fitz-James, 313 habitants à la Colonie (actuel hôpital psychiatrique), 3 habitants à Bécrel et 4 habitants à la ferme du Bois Saint-Jean. Cinq maisons du hameau du Pont-de-Pierre, faubourg de Clermont, situé à la limite de cette ville et de Fitz-James, appartenaient à la commune. Elles appartiennent aujourd'hui à la commune de Clermont.

## Politique et administration

### Rattachements administratifs et électoraux

#### Rattachements administratifs
La commune se trouve depuis 1942 dans l'arrondissement de Clermont du département de l'Oise.
Elle faisait partie depuis 1793 du canton de Clermont. Dans le cadre du redécoupage cantonal de 2014 en France, cette circonscription administrative territoriale a disparu, et le canton n'est plus qu'une circonscription électorale.

#### Rattachements électoraux
Pour les élections départementales, la commune fait partie depuis 2014 d'un nouveau canton de Clermont, réduit de 24 à 20 communes.
Pour l'élection des députés, elle fait partie de la septième circonscription de l'Oise.

### Intercommunalité
Saint-James est membre de la communauté de communes du Clermontois, un établissement public de coopération intercommunale (EPCI) à fiscalité propre créé en 1960 sous le statut de district urbain et auquel la commune avait transféré un certain nombre de ses compétences, dans les conditions déterminées par le code général des collectivités territoriales.

### Tendances politiques et résultats
Lors du premier tour de l'élection présidentielle de 2017, les quatre premiers candidats sont Marine Le Pen (34,07 % des suffrages exprimés), Emmanuel Macron (20,18 %), Jean-Luc Mélenchon (19,83 % et François Fillon (11,26 %).
Au second tour, Marine Le Pen a recueilli 626 voix (50,77 %), devançant de 19 voix le candidat élu Emmanuel Macron (607 voix, 49,23 %), lors d'un scrutin où 24,38 % des électeurs se sont abstenus.
Lors du premier tour de l'élection présidentielle de 2022, les quatre premiers candidats sont Marine Le Pen (35,30 % des suffrages exprimés), Emmanuel Macron (22,70 %), Jean-Luc Mélenchon (16,43 %) et Éric Zemmour (8,33 %). 
Au second tour, Marine Le Pen a recueilli 737 voix (58,40 %), devançant largement celle du candidat élu Emmanuel Macron (525 voix, 41,60 %), lors d'un scrutin où 24,88 % des électeurs se sont abstenus
Lors des élections municipales de 2014 dans l'Oise, la liste PS menée par le maire sortant Jean-Claude Pellerin est la seule candidate et obtient la totalité des 767 suffrages exprimés et est donc élue en totalité. 2 de ses membres sont également conseillers communautaires.
Lors de ce scrutin, 45,01 % des électeurs se sont abstenus, et 22,26 % des votants ont choisi un bulletin blanc ou nul.
Il en est de même lors des élections municipales de 2020 dans l'Oise, et cette liste du maire sortant Jean-Claude Pellerin obtient les 481 suffrages exprimés. 
Lors de ce scrutin marqué par la pandémie de Covid-19 en France, où 69,00 % des électeurs se sont abstenus et 13,95 des votants ont choisi un bulletin blanc ou nul.

### Administration municipale
Compte tenu de la croissance de la population de la commune, son conseil municipal est composé à partir des élections municipales de 2020 de 23 membres, dont le maire et ses adjoints

### Liste des maires
| Période       | Période                      | Identité               | Étiquette | Qualité                                                                                              |
| ------------- | ---------------------------- | ---------------------- | --------- | --- |
| An I          | An VIII                      | Juste Beudin           |           | |
| An VIII       | 1806                         | Nicaise-Aimé Fontaine  |           | |
| 1806          | 1808                         | Pierre-Michel Darcourt |           | |
| 1808          | 1833                         | Félix-André Guesnet    |           | |
| 1833          | 1840                         | Jean-Marie Batard      |           | |
| 1840          | 1846                         | Antoine-Félix Guesnet  |           | |
| 1846          | 1865                         | Joseph-Adolphe Mahieux |           | |
| 1865          | 1871                         | Jean-Louis Batard      |           | |
| 1871          | mai 1908                     | Jules-Émile Mahieux    |           | |
| mai 1908      | décembre 1919                | Adrien-Jules Mahieux   |           | |
| décembre 1919 | mai 1925                     | Léon Mercier           |           | |
| mai 1925      | 1942                         | Léon Launay            |           | |
| 1942          | 1945                         | Louis Geslin           |           | |
| 1945          | 1947                         | Emile Lenoir           |           | |
| 1947          | 1959                         | Louis Tagne            |           | |
| mars 1959     | mars 1977                    | Serge Huvey            |           | |
| mars 1977     | mars 1989                    | Alex Seghers           | PS        | Président de la communauté de communes du Pays du Clermontois(1989 → 2014)                           |
| mars 1989     | juin 1995                    | Michel Monard          |           | |
| juin 1995     | mars 2008                    | Alex Seghers           | PS        | Président de la communauté de communes du Pays du Clermontois (1989 → 2014)                          |
| mars 2008     | En cours (au 9 octobre 2023) | Jean-Claude Pellerin   | PS        | Profession libérale Vice-président de la CC du Clermontois (2014 → ) Réélu pour le mandat 2020-2026, |

### Instances de démocratie participative
La commune s'est dotée d'un conseil municipal d'enfants (CME), élu pour deux ans.

## Équipements et services publics

### Enseignement
Fitz-James dépend de l'académie d'Amiens. Parmi les établissements primaires, on compte :
- Une école élémentaire (maternelle et primaire) de la Tuillerie
- Une école élémentaire (maternelle et primaire) de la Béronelle

Le collège le plus proche est situé à Clermont à 3 km. Il n'y a pas d'enseignement privé.
Un institut de formation en soins infirmiers (IFSI) est implanté à Fitz-James et forme, en 2021, environ 400 futurs infirmiers. Un institut de formation d'aides soignants (IFAS) se trouve à proximité

### Santé et petite enfance
La commune possède une annexe de l'hôpital psychiatrique (CHI) de Clermont. Elle occupe la limite est du territoire limitrophe avec Breuil-le-Sec. Afin d'adapter l'équipement aux besoins et aux attentes de ses usagers, un nouveau bâtiment de 96 lits est mis en service fin 2020, le premier d'un programme de 3 bâtiments sensiblement identiques.
Deux micro-crèches privées comptant au total 24 berceaux ont ouvert fin 2022 dans la zone commerciale,

### Équipements sportifs
Le centre aquatique de la communauté de communes du Pays du Clermontois a ouvert ses portes en 2009 dans la zone artisanale de la Croix-Rouge faute de place à Clermont. Il a été rénové en 2022.
La commune dispose également de  deux terrains de tennis rue Louis-Aragon et un stade rue de Bécrel. L'A.S. Fitz-James est l'équipe de football communale.

### Équipements culturels
En centre-ville, on trouve un petit centre culturel, proche de la mairie où ont lieu les activités communales (périscolaire, centre aéré...). On trouve également une salle des fêtes rue Louis-Aragon[réf. nécessaire].

## Population et société

### Démographie

#### Évolution démographique
L'évolution du nombre d'habitants est connue à travers les recensements de la population effectués dans la commune depuis 1793. Pour les communes de moins de 10 000 habitants, une enquête de recensement portant sur toute la population est réalisée tous les cinq ans, les populations de référence des années intermédiaires étant quant à elles estimées par interpolation ou extrapolation. Pour la commune, le premier recensement exhaustif entrant dans le cadre du nouveau dispositif a été réalisé en 2008.

En 2022, la commune comptait 2 546 habitants, en évolution de +3,12 % par rapport à 2016 (Oise : +0,87 %, France hors Mayotte : +2,11 %).
| 1793 | 1800 | 1806 | 1821 | 1831 | 1836 | 1841 | 1846 | 1851 |
| ---- | ---- | ---- | ---- | ---- | ---- | ---- | ---- | ---- |
| 364  | 377  | 419  | 394  | 484  | 512  | 514  | 557  | 546  |

| 1856 | 1861 | 1866 | 1872 | 1876 | 1881  | 1886 | 1891  | 1896  |
| ---- | ---- | ---- | ---- | ---- | ----- | ---- | ----- | ----- |
| 786  | 938  | 636  | 618  | 981  | 1 042 | 987  | 1 072 | 1 093 |

| 1901  | 1906  | 1911  | 1921  | 1926  | 1931  | 1936  | 1946  | 1954  |
| ----- | ----- | ----- | ----- | ----- | ----- | ----- | ----- | ----- |
| 1 181 | 1 215 | 1 274 | 1 193 | 1 388 | 1 530 | 1 705 | 1 489 | 1 612 |

| 1962  | 1968  | 1975  | 1982  | 1990  | 1999  | 2006  | 2008  | 2013  |
| ----- | ----- | ----- | ----- | ----- | ----- | ----- | ----- | ----- |
| 1 910 | 1 966 | 2 316 | 2 470 | 2 428 | 2 421 | 2 448 | 2 451 | 2 299 |

| 2018  | 2022  | - | - | - | - | - | - | - |
| ----- | ----- | - | - | - | - | - | - | - |
| 2 562 | 2 546 | - | - | - | - | - | - | - |

#### Pyramide des âges
La population de la commune est relativement jeune.
En 2018, le taux de personnes d'un âge inférieur à 30 ans s'élève à 35,4 %, soit en dessous de la moyenne départementale (37,3 %). À l'inverse, le taux de personnes d'âge supérieur à 60 ans est de 23,7 % la même année, alors qu'il est de 22,8 % au niveau départemental.
En 2018, la commune comptait 1 232 hommes pour 1 330 femmes, soit un taux de 51,91 % de femmes, légèrement supérieur au taux départemental (51,11 %).
Les pyramides des âges de la commune et du département s'établissent comme suit.
| Hommes | Classe d’âge | Femmes |
| ------ | ------------ | ------ |
| 0,1    | 90 ou +      | 0,9    |
| 5,2    | 75-89 ans    | 6,9    |
| 16,1   | 60-74 ans    | 18,0   |
| 21,1   | 45-59 ans    | 19,8   |
| 20,9   | 30-44 ans    | 20,1   |
| 17,8   | 15-29 ans    | 16,3   |
| 18,9   | 0-14 ans     | 18,0   |

| Hommes | Classe d’âge | Femmes |
| ------ | ------------ | ------ |
| 0,5    | 90 ou +      | 1,4    |
| 5,5    | 75-89 ans    | 7,6    |
| 15,6   | 60-74 ans    | 16,3   |
| 20,8   | 45-59 ans    | 20     |
| 19,4   | 30-44 ans    | 19,4   |
| 17,6   | 15-29 ans    | 16,2   |
| 20,6   | 0-14 ans     | 19,1   |

### Cultes
Pour le culte catholique, l'église Saint-Pierre est le seul lieu de culte de la commune. Elle est dépendante de la paroisse du Cœur du Christ dont l'église mère est l'église Saint-Samson de Clermont.
Le cimetière communal, de 848 concessions, étant saturé, un nouveau cimetière est créé route d'Erquery en 2022,.

## Économie

### Commerces
Fitz-James accueille  une zone commerciale sur son territoire.
Parmi les commerces qui la composent, on trouve en 2011 : un supermarché accompagné d'une boucherie-charcuterie et d'une poissonnerie, un magasin de bricolage, une station-service et son garage, une jardinerie, ainsi que des commerces de vêtements et de chaussures. On trouve également un commerce d'électroménager et de matériel audio-vidéo ainsi deux fleuristes, un magasin de meubles. Enfin, on peut trouver un plombier-chauffagiste-climaticien, de la vente de bois/travaux d'espace verts, un menuisier et une salle de fitness. Pour la santé, une pharmacie, un cabinet de dentiste-orthodontie, un autre d'ostéopathie et une clinique vétérinaire[réf. nécessaire].
En 2022 sont annoncées les ouvertures du discounter Action à côté du centre Intermarché et de trois restaurants,, après l'ouverture en 2019 d'un magasin Gamm Vert.
En centre-ville, se situent une boulangerie, un bar-tabac, des coiffeurs, une agence immobilière et une brasserie[réf. nécessaire].

## Culture locale et patrimoine

### Lieux et monuments
La commune possède un monument historique sur son territoire : 
- L'église Saint-Pierre-et-Saint-Paul : l'église, placée sous l'invocation de saint Pierre, est l'église du prieuré : la façade, le côté nord de la nef et une portion de chœur datent de la période de transition du roman au gothique ; tandis que dans l'archivolte du portail apparaît timidement l'arc brisé, la petite fenêtre qui se trouve au milieu de la façade est encore à plein cintre. Le côté méridional de la nef et une partie du chœur sont du XVIe siècle. À côté de l'abside et sur le même plan se trouve une chapelle latérale du XIVe siècle, éclairée par trois fenêtres gothiques et voûtée en pierre, servant aujourd'hui de sacristie ; elle était appelée la chapelle ducale, parce qu'elle était la propriété des ducs de Fitz-James. C'est sans doute l'ancienne chapelle fondée et dotée en 1339 par Jeanne de Milly, veuve de Philippe de Choisy, et dédiée à saint Jean-Baptiste ; elle était à la collation de l'évêque de Beauvais. Le titulaire de cette chapelle recevait le revenu de 36 pièces de terre à Cauffry, Soutraine et Laigneville, affermées 500 livres en 1789, et était tenu de dire 52 messes par an[a 6]. Toutes les fenêtres de l'église étaient autrefois garnies de vitraux, dont il subsiste des fragments ; trois belles verrières du XVIe siècle garnissent encore les trois fenêtres de l'abside : au milieu, le Christ en croix et au pied Marie-Madeleine, deux autres femmes et des soldats ; l'âme du bon larron est emportée au ciel par un ange, tandis que celle du mauvais larron est portée en enfer par un diable ; dans la fenêtre de gauche, saint Pierre et saint Paul, patrons de la paroisse ; dans celle de droite, le tombeau du Christ, la Résurrection, et saint Christophe qui traverse une rivière portant l'enfant Jésus sur ses épaules. La conversion de saint Paul, vitrail d'un dessin très pur et d'un brillant coloris, orne une des fenêtres de la chapelle ducale[a 6].

Cette église fait l'objet d'une inscription au titre des monuments historiques depuis le 23 février 1951.

Léglise Saint-Pierre-et-Saint-Paul
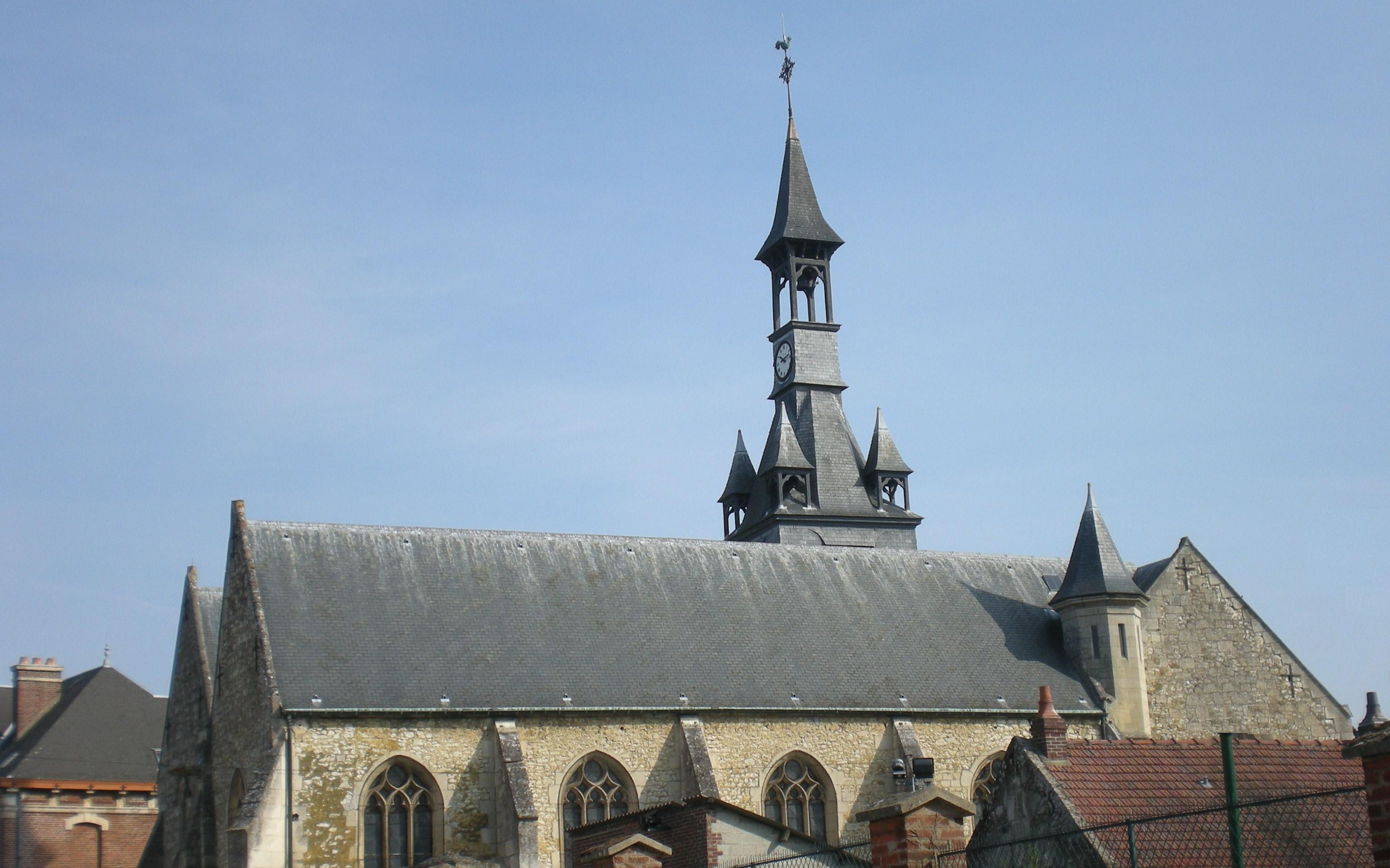
Vue générale
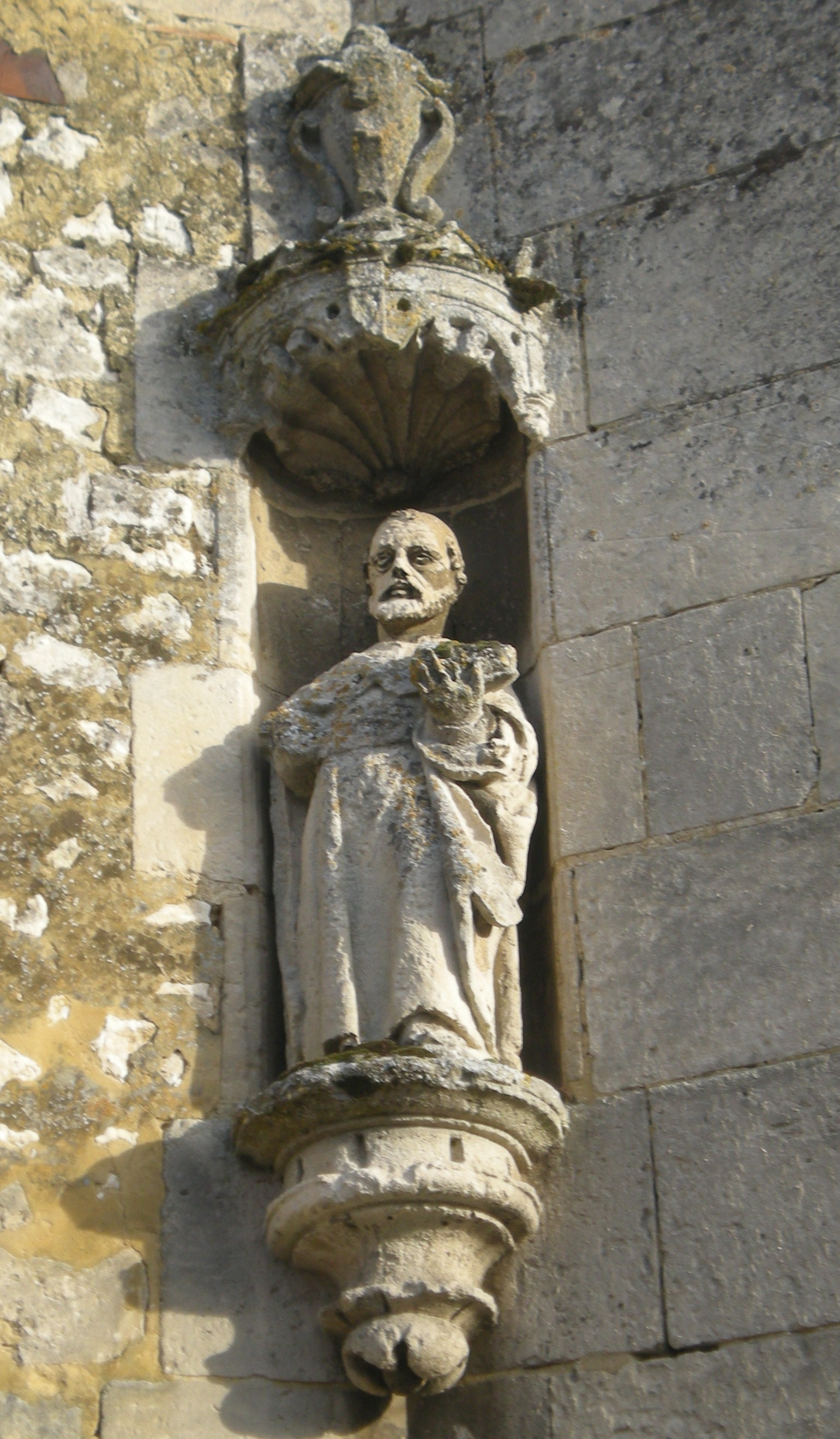
Statue sur la façade occidentale.
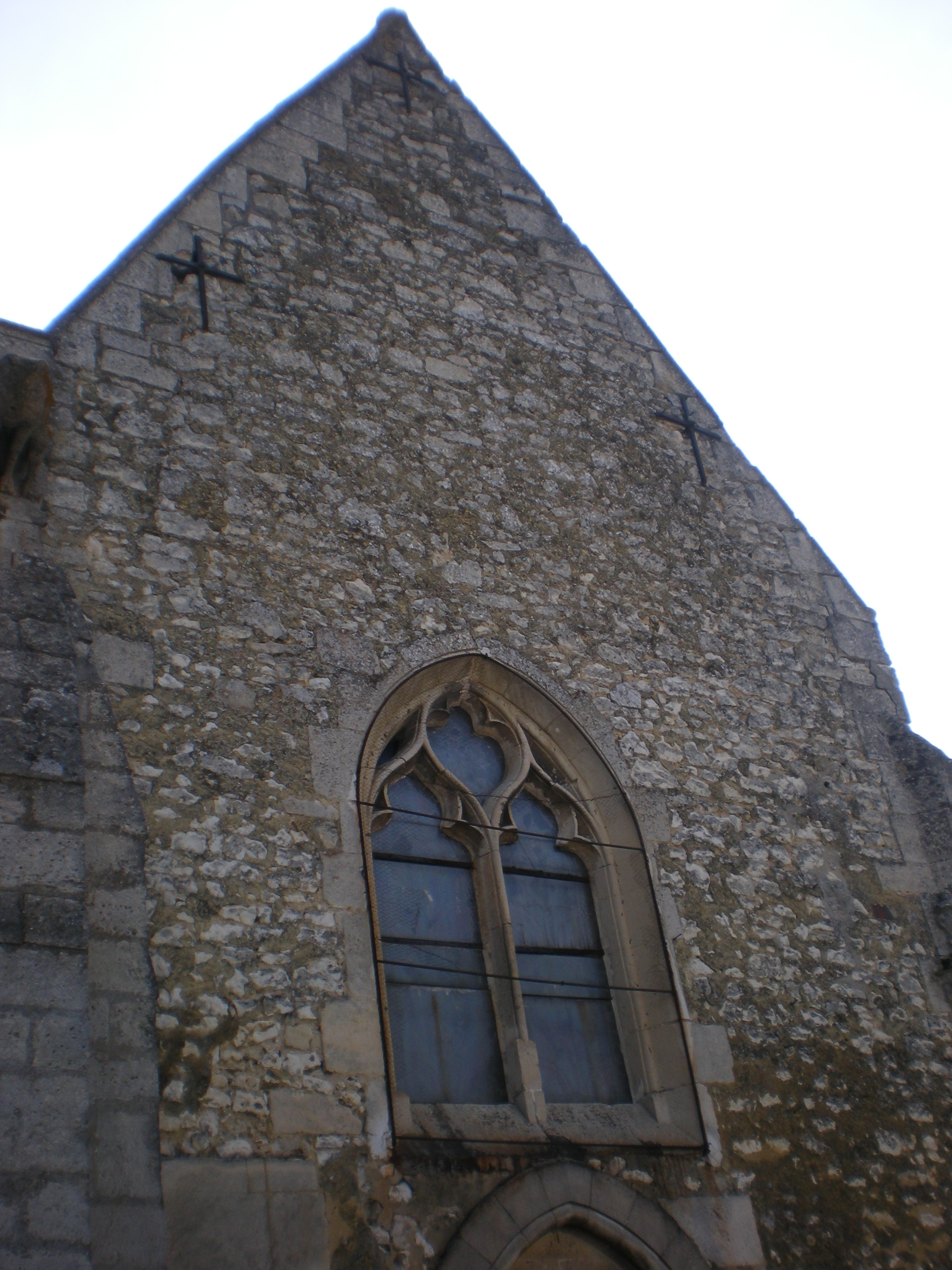
La façade occidentale.
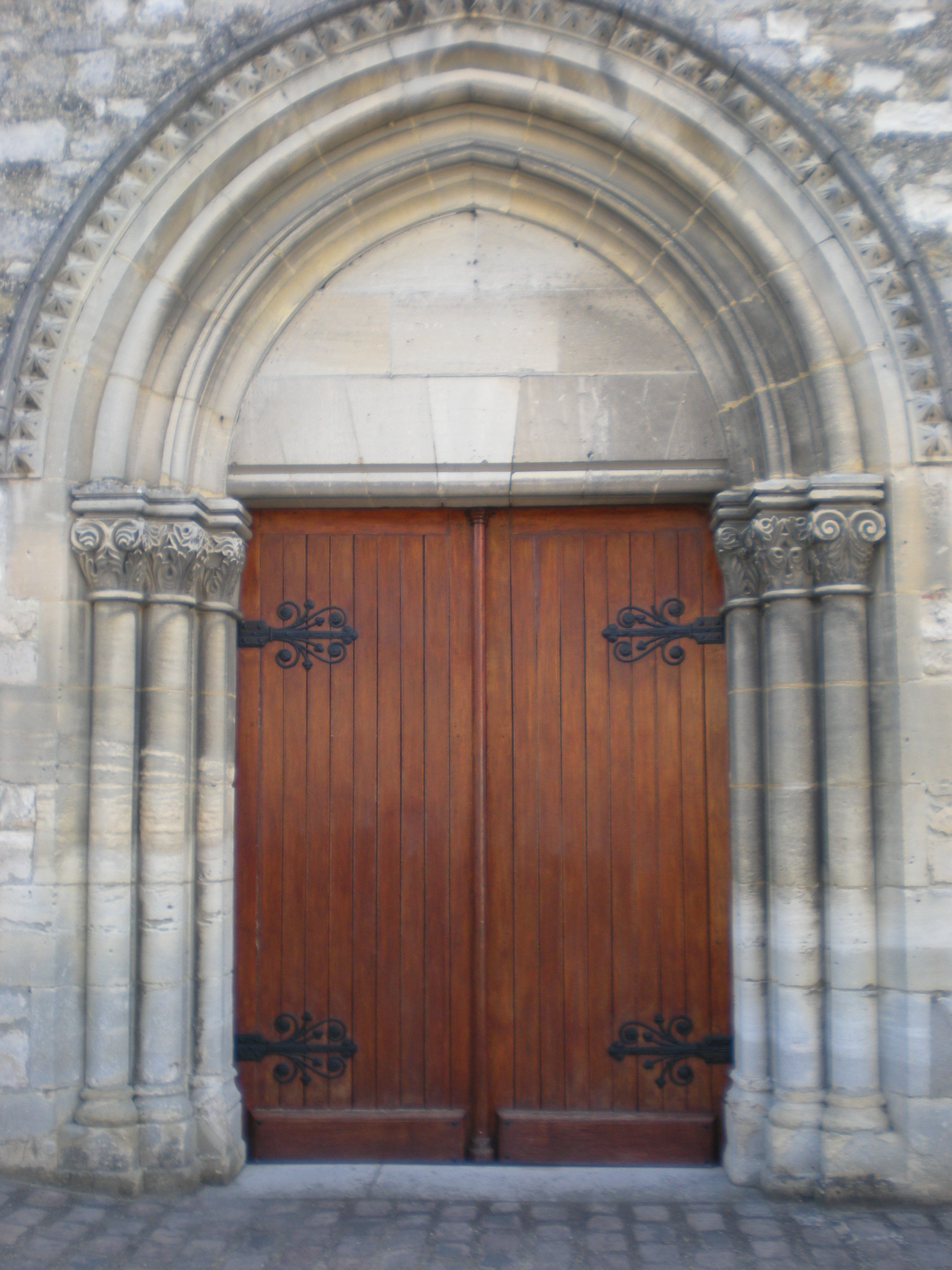
Le portail d'entrée.

On peut également noter :
- Le château de Fitz-James : le jardin d'agrément du château est inscrit au pré-inventaire des jardins remarquables[69],[70].
- Les moulins à eau
  - Moulin à eau du Grand Fitz-James du XIXe siècle
  - Moulin à eau du Petit Fitz-James du XIXe siècle
- Étang des Nacots
- Hôpital psychiatrique fondé au XVIIIe siècle
- Monument aux morts, dans le cimetière, derrière l'église
- Façade de maison avec le blason de Fitz-James, rue Victor-Hugo.

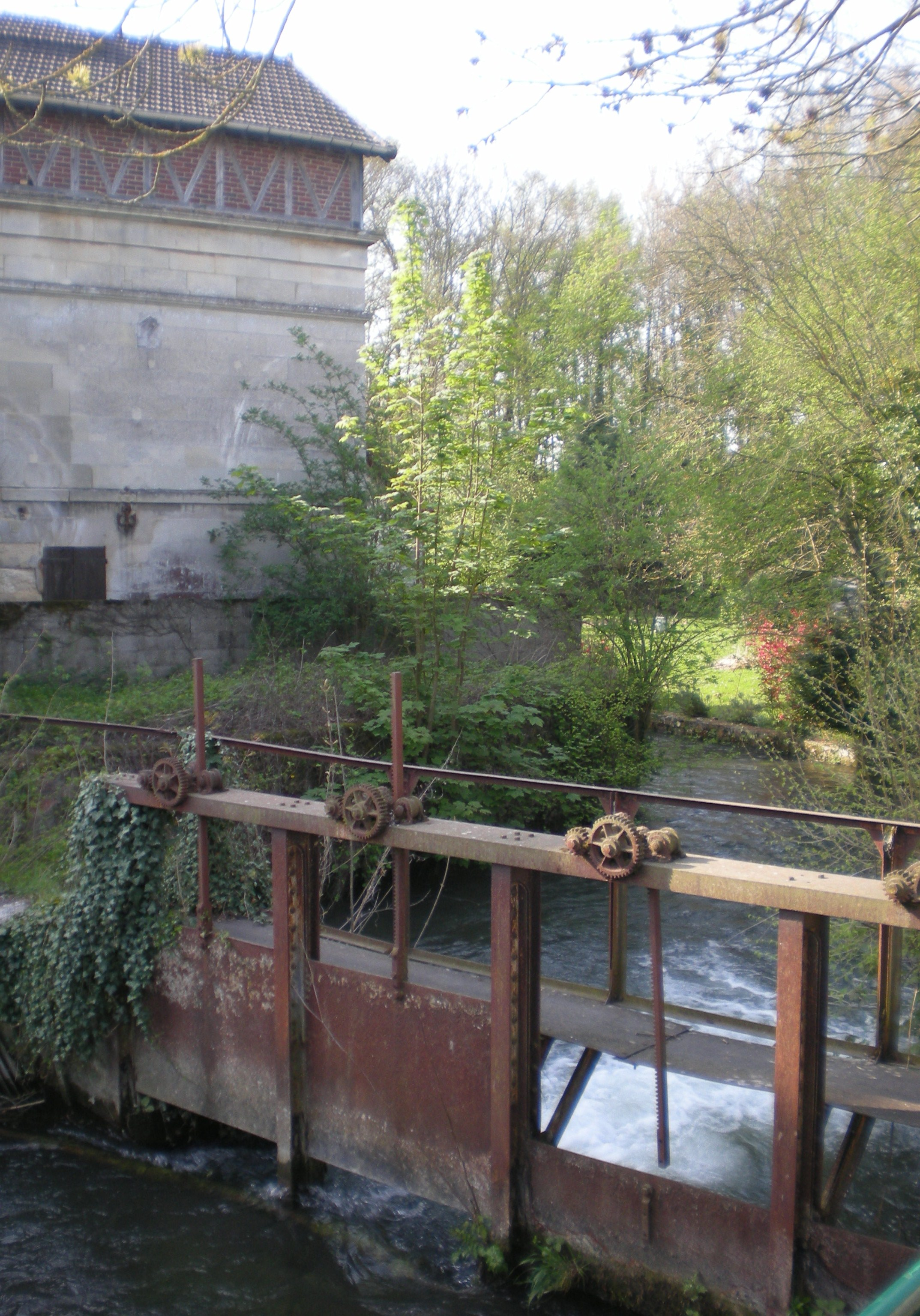
Le moulin à eau du Petit Fitz-James.
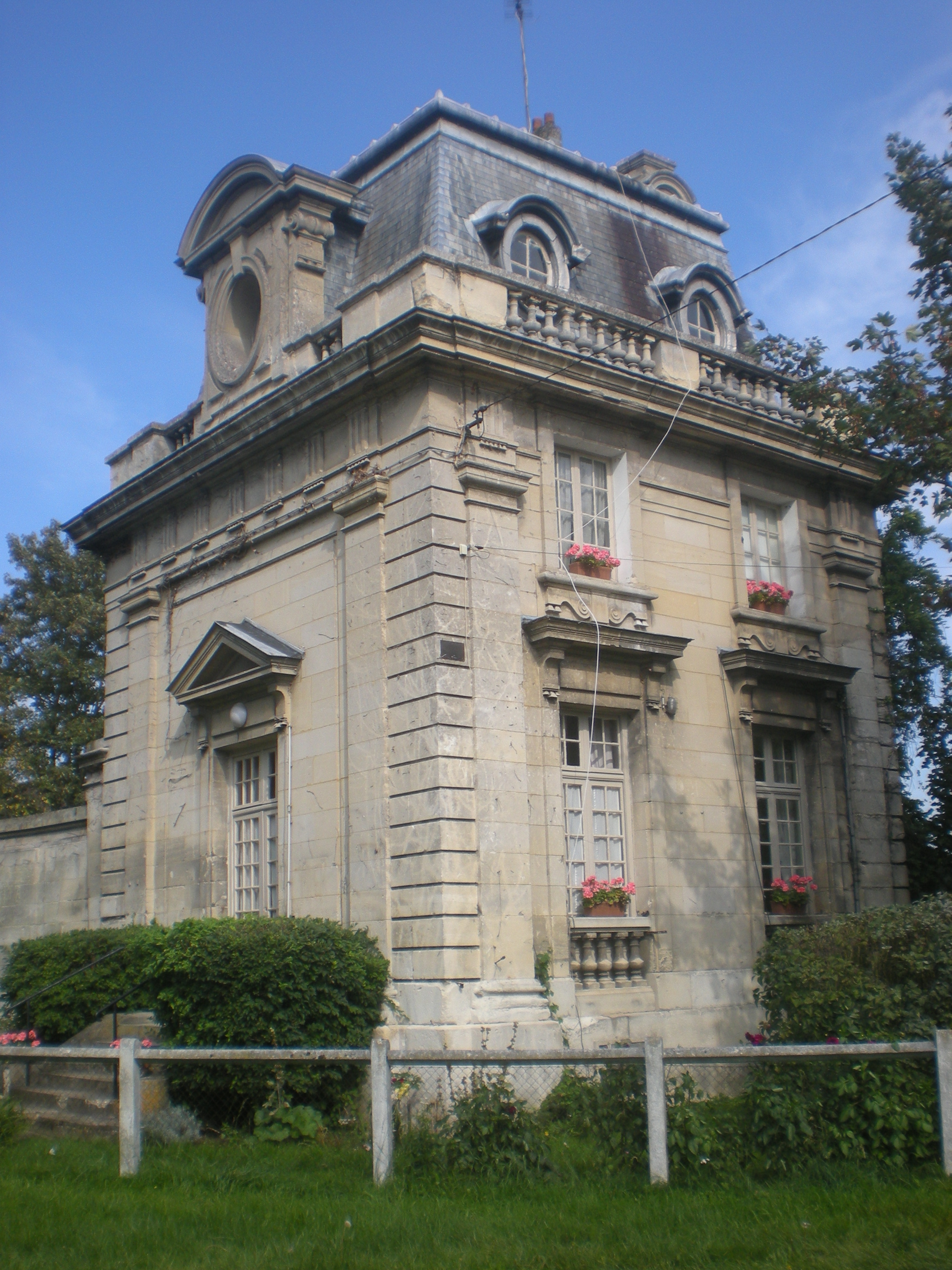
L'un des deux pavillons d'entrée du château de Fitz-James (XVIIIe siècle).
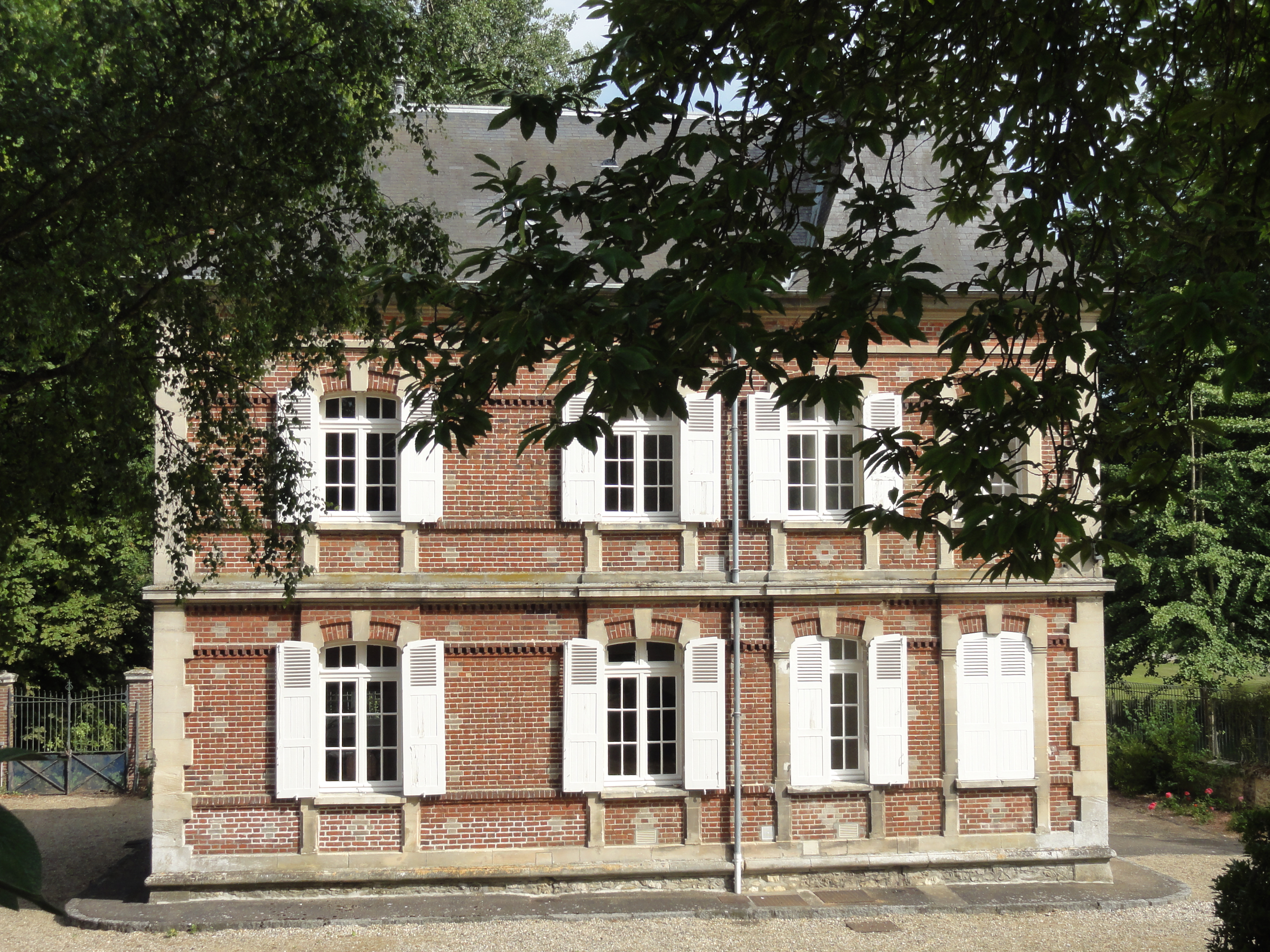
Maison bourgeoise, près du cimetière.
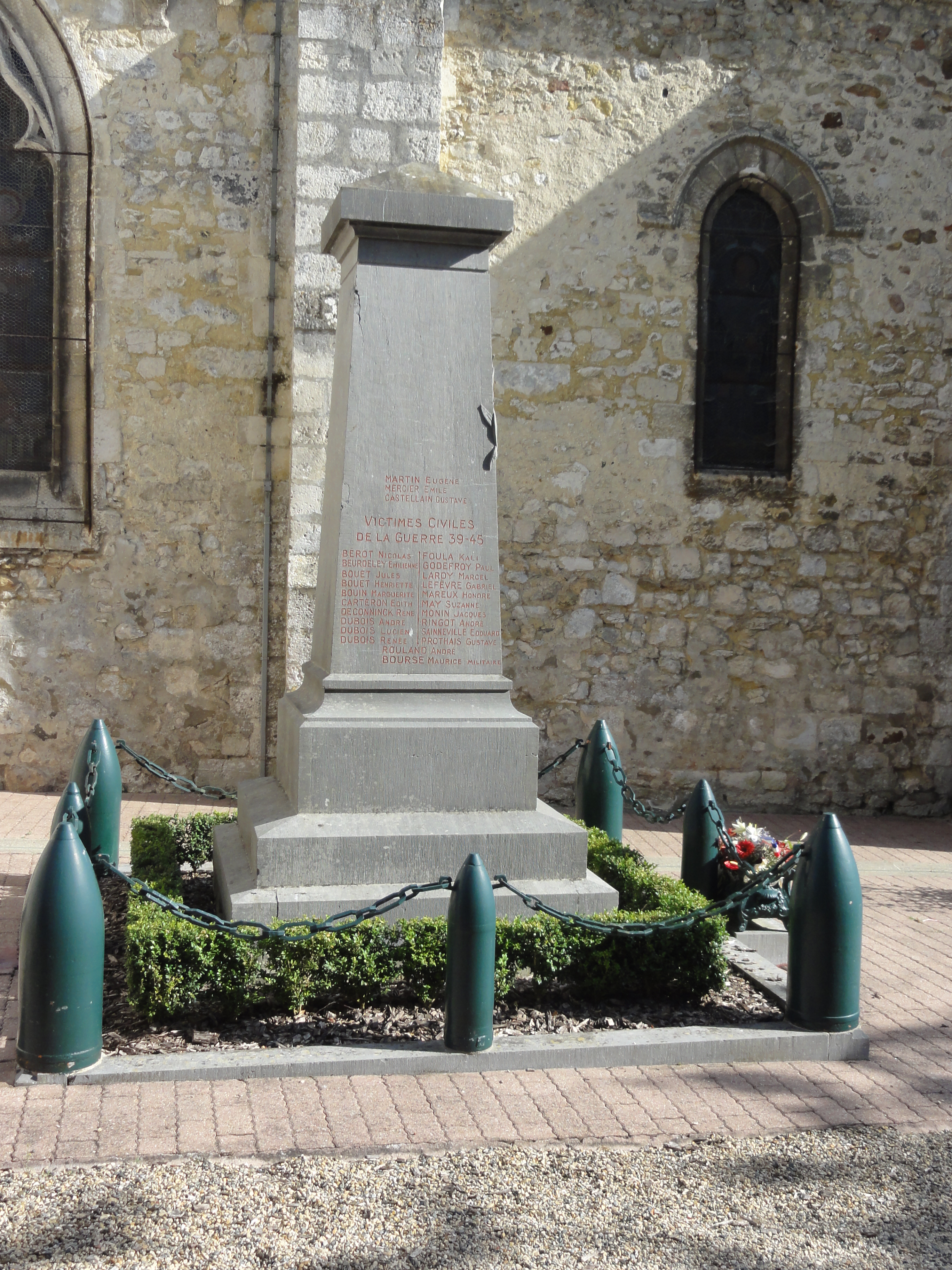
Monument aux morts.
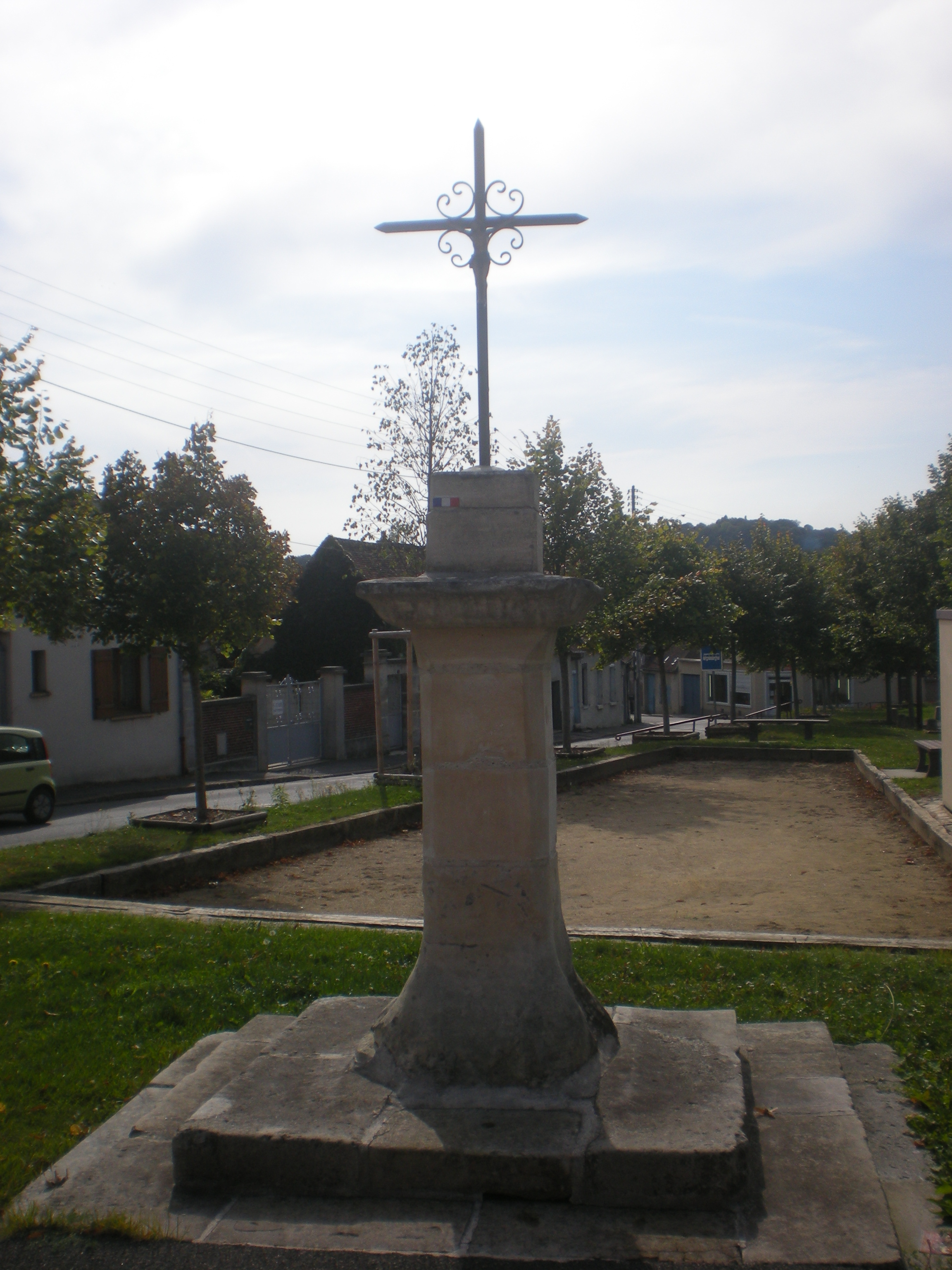
Calvaire sur la place de la République.
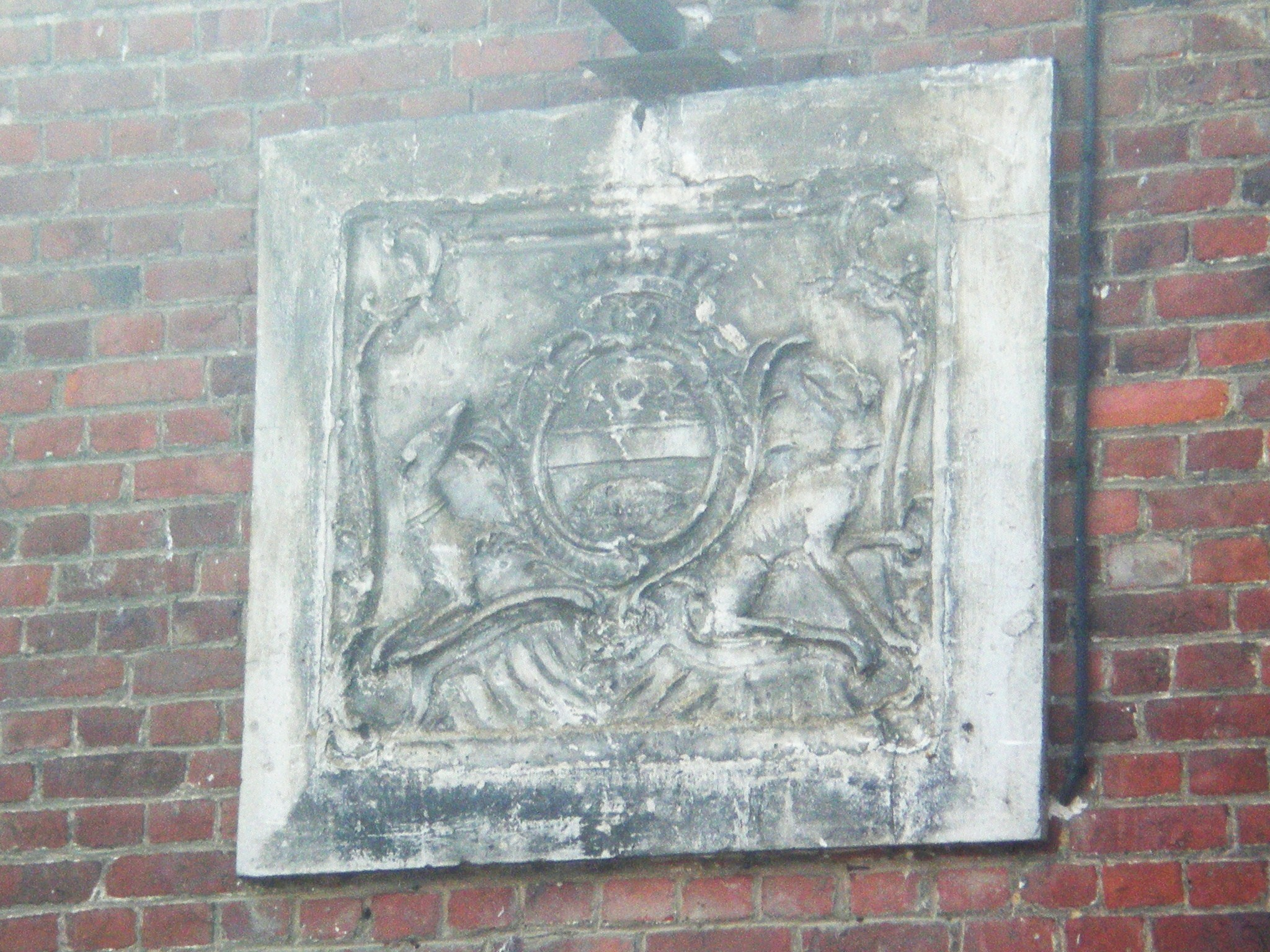
Blason sur la façade d'une maison, rue Victor-Hugo.

### Personnalités liées à la commune
Le nom de certains seigneurs de Warly puis de Fitz-James nous est parvenu : 
- Buridan de Warty mentionné en 1143 dans les titres de l'abbaye Notre-Dame d'Ourscamp[a 1].
- Raoul de Warty, en 1190 et 1201 ; Raoul est, en 1197, un des témoins de la charte communale de Clermont et prend part, en 1202 à la quatrième croisade[a 1].
- Son fils, Renaud, hérite de la seigneurie[a 1].
- Marie, dame de Warty, possède seigneurie durant la seconde moitié du XIIIe siècle, Elle se marie fois, respectivement avec Jean de Léries, Pierre Choisel et Dreux de Milly. Elle se fait enterrer à l'Abbaye de Froidmont : elle voulut être enterrée à Froidmon[a 1]t.
- Jeanne de Milly, sa fille, hérite de la terre de Warty[a 1].
- Mathieu d'Épineuse, en est le propriétaire. Il est vivant en 1314 et en 1348. La seigneurie est morcelée après sa mort[a 1].
- En 1482, la seigneurie est saisie et adjugée à Guy Pot, chevalier, comte de Saint-Pol[a 3].
- Jean de Montmorency, son petit-fils, vend en 1514 la seigneurie de la tour de Warty à Pierre de la Bretonnière, fils de Jean II, qui avait déjà acquis les autres fiefs sis à Warty. 
Pierre de la Bretonnière-Warty est le véritable créateur de la seigneurie de Warty : jouissant d'un grand crédit auprès de François Ier, dont il est le chambellan, il est capitaine d'Arques et de Bayeux, gouverneur du bailli de Clermont, grand maître des eaux-et-forêts de France. Il obtient en mai 1537 la réunion de tous les fiefs lui appartenant dans le pays en un seul, sous le nom de fief de la tour de Warty. Il achète en 1539 la terre de Fournival et, en 1547, celle d'Airion, et meurt en 1551, ayant amassé une grande fortune.
De Yolande de Molitard, sa femme[a 3],
- L'ainé de ses deux fils, Joachim, seigneur de Warty et vicomte de Crenelles, bailli et gouverneur de Clermont, quitte le nom de la Bretonnière pour celui de Warty. Il épouse Madeleine de la Suze, et a deux enfants, Philippe et Françoise[a 3].
- Philippe, son fils, seigneur de Warty en 1553, gentilhomme de la chambre du roi, épouse en 1575 Judith de Montberon, mais le mariage est dissous par sentence de l'évêque de Beauvais à cause de la différence de religion des époux. Cette mesure rigoureuse irrite les esprits, et, sous ce prétexte, l'armée protestante fit de grands ravages dans la commune[a 3].
- Françoise, sa sœur, en hérite et l'apporte en dot en 1578 à François de Faudoas de Sérillac, comte de Belin.
- Louise de Faudoas, leur fille, épouse en 1594 Claude de Gruel, seigneur de la Frette, qui devient donc seigneur de Warty, d'Airion et d'autres communes alentour. Il meurt à Warty en 1615 et sa veuve en 1637[a 3].
- Pierre de Gruel, fils de Claude, marquis de la Frette, seigneur de Warty, Airion et Fournival, lieutenant général des armées du roi, gouverneur de Chartres, laisse ses terres à son fils, Gaston, qui en rend hommage en 1661. Gaston de Gruel, marquis de la Frette, et Nicolas, son frère, après de nombreux duels, sont obligés de quitter la France. Leurs biens échoient à leur dernier frère, Abel de Gruel, qui meurt mineur[a 7].
- René de Gruel, cousin germain d'Abel de Gruel, rend hommage en 1693 pour Warty et ses dépendances.
- Antoinette-Renée de Gruel, comtesse de Ribérac, sa sœur, en hérite puis la donne à l'hôpital général de Paris. Les directeurs de cette maison et les héritiers bénéficiaires de la comtesse vendent en 1704 (ou 1710) la terre de Warty et ses dépendances à Jacques Fitz-James.
- Jacques Fitz-James (1670-1734), maréchal de Berwick, a plusieurs fils de son mariage en secondes noces avec Anne (de) Bulkeley : 
  - Jacques (1702-1721) reçut de ses parents le duché pour son mariage (avril 1720), mais mourut l'année suivante, SP.
  - François (1709-1764), d'abord gouverneur du Limousin, devient prêtre en 1727 et est nommé évêque de Soissons en 1738.
  - François avait cédé en 1736 le duché de Fitz-James à Charles, son frère (1712-1787), qui devient, comme son père, maréchal de France[a 7].
    - Le fils de Charles, Jacques-Charles de Fitz-James (1743-1805) en hérite en 1787 et cède le duché en 1790 à sa femme, Marie-Sylvie de Thiard de Bissy, elle-même héritière du domaine de Maillebois en Eure-et-Loir[a 2]. Elle meurt en 1812[71], dont postérité.

En ce qui concerne la seigneurie de Béronne, on note : 
- Renaud de Béronne en 1201, qui prend part à la quatrième croisade),
- Guillaume de Valescourt, son neveu, en 1248.
- Guillaume de Béronne en 1332.
- Jean de Béronne, écuyer, en 1352.
- Agnès de Béronne, sa fille, en 1373.
- Florent Colleson, lieutenant de Béronne, Montdidier et de Roye, en 1539, et dont les descendants en restent propriétaires jusqu'en 1622
- Jean Ollier, seigneur de Nointel l'achète cette année-là.

Au milieu du XIIIe siècle, la seigneurie de Béronne est divisée en trois parties appartenant aux seigneurs d'Épineuse, de Choisy ou Soisy et de Maimbeville.
Le fief d'Épineuse est le plus important des trois : il est partagé vers 1400 entre Pierre d'Épineuse, écuyer, et Marie, sa sœur, femme de Jean de Coudun, dit Despert, écuyer. Celui-ci et sa femme vendent en 1403 leur part au duc de Bourbon, qui la réunit au comté de Clermont.
Le fief de Soisy appartient en 1397 à Jean Tristan de Soisy, qui est à cette date institué Grand maître de l'artillerie : Jeanne de Soisy, sa fille, épouse Guillaume de Campremy, dont elle eut Marguerite et Julienne, qui divisent entre elle cette portion de la seigneurie : la part de l'aînée fut nommée le fief de Soisy, et celle de la cadette, de fief de Lignères, jusqu'à leur réunion en 1618. Les possesseurs du fief de Soisy se qualifient seuls les seigneurs de Warty. Marguerite de Campremy le porte en dot à Faudard du Quesnel, leur fille, épouse Jean de la Bretonnière, dit « Gauvin », seigneur de Catillon, toujours vivant en 1463.
La seigneurie de Warty passe en 1462 à Gilles de Roye, chevalier. Jeanne de Roye, sa fille, dame de Warty, achète du comte de Clermont le fief de Despert de Coudun, à l'exception des terres sises au-delà de la Brêche qui demeurent unies au comté. Jeanne de Roye épouse Hector de Dampierre. Joachim de Dampierre, leur fils vend en 1480 la terre de Warty à Jean II de la Bretonnière, fils de Jean Ier et de Marguerite du Quesnel.
Plus récemment, nait à Fitz-James Louis Félix Guesnet (1843-1907), peintre français.

### Héraldique
| Blason de Fitz-James | Blason  | Écartelé : aux I et IV contre-écartelé d'azur à trois fleurs de lys d'or (de France) et de gueules à trois léopards d'or (d'Angleterre) ; au II d'or, au lion de gueules, au double trescheur fleuronné et contre-fleuronné du même (d'Écosse) ; au III d'azur, à la harpe d'or, cordée d'argent (d'Irlande) ; à la bordure componée de douze pièces d'azur et de gueules, chaque pièce d'azur chargée d'une fleur-de-lys et chaque pièces de gueules chargée d'un léopard d'or. |
| Blason de Fitz-James | Détails | Le statut officiel du blason reste à déterminer. |